# Замковая улица (Гродно)
За́мковая улица (бел. Замкавая вуліца) — одна из самых старых городских улиц в центре города Гродно. Является одним из символов города. Протяженность около 360 м, от Советской площади до территории Нового и Старого замков, от которых и пошло название улицы. Является единственной улицей в Белоруссии, на которой находятся сразу два королевских замка.
На улице расположены архитектурные памятники разных эпох: начиная от древнерусского периода и кончая началом XX века. Улица претерпела на себе все испытания и лихолетья, выпавшие на долю города, её застройка много раз разрушалась и восстанавливалась. В XVII веке произошёл расцвет улицы, на ней было не меньше, чем семь дворцов магнатов Речи Посполитой. Улица успешно перенесла две мировые войны, однако наибольшие потери понесла в мирное время, когда советскими властями была снесена самая старая и ценная застройка четной стороны улицы, а также взорвано самое высотное на то время здание в городе — Фара Витовта.
Улица начинается от советской площади, с обеих сторон находятся скверы. Далее до перекрестка с улицей Д. Гродненского с обеих сторон идет плотная двух и трехэтажная застройка XIX века, большинство домов имеют въездные арки. Между домами № 5 и № 7 проходит переулок, который раньше назывался Тесный, а теперь безымянный. Пересечение с улицей Д. Гродненского регулируется светофором, на перекрестке стоит здание пожарного депо. Далее путь до Нового и Старого Замков только пеший, разрешено движение личного транспорта на съезде к Неману. Улица заканчивается высоким яром над Неманом, Старый замок соединяется с улицей арочным мостом.

## История
С XII века от деинца к торгово-ремесленному посаду вела дорога, в XIV—XV ввеках она связывала Верхний и Нижний замки с рынком (теперь Советская площадь) и Смоленским трактом.
Замковая улица упоминается в грамоте Витовта гродненским евреям в 1389 году. Хотя документ признан фальсификацией, но по данным волочной померы 1560 года евреи действительно жили на начальном отрезке улицы. В «Увалочном измерении Гродно» эта улица имеет основное название «Еврейская улица с рынка до замка», и дополнительное — «Большая Замковая». Последнее название сохранилось за улицей, и с тех пор название практически не менялась.
По мнению исследователя Ю. Кишика улица Замковая в XII—XV веках начиналась от замка и направлялась в сторону Рынка, однако не доходило до него, а заканчивалась возле трассы второй линии оборонительных укреплений. После перепланировки города, проведенной великой княгиней Великого княжества Литовского Боной Сфорца между 1533 и 1541 годами, улица была расширена, и продолжена плавной дугой выводящей на Рынок аккуратно посередине его западной стороны, словно на протяжении оси улицы Озерская.
В XIV веке князь Витовт в начале улицы основал деревянный храм, который при короле Стефане Батории был перестроен в каменный.

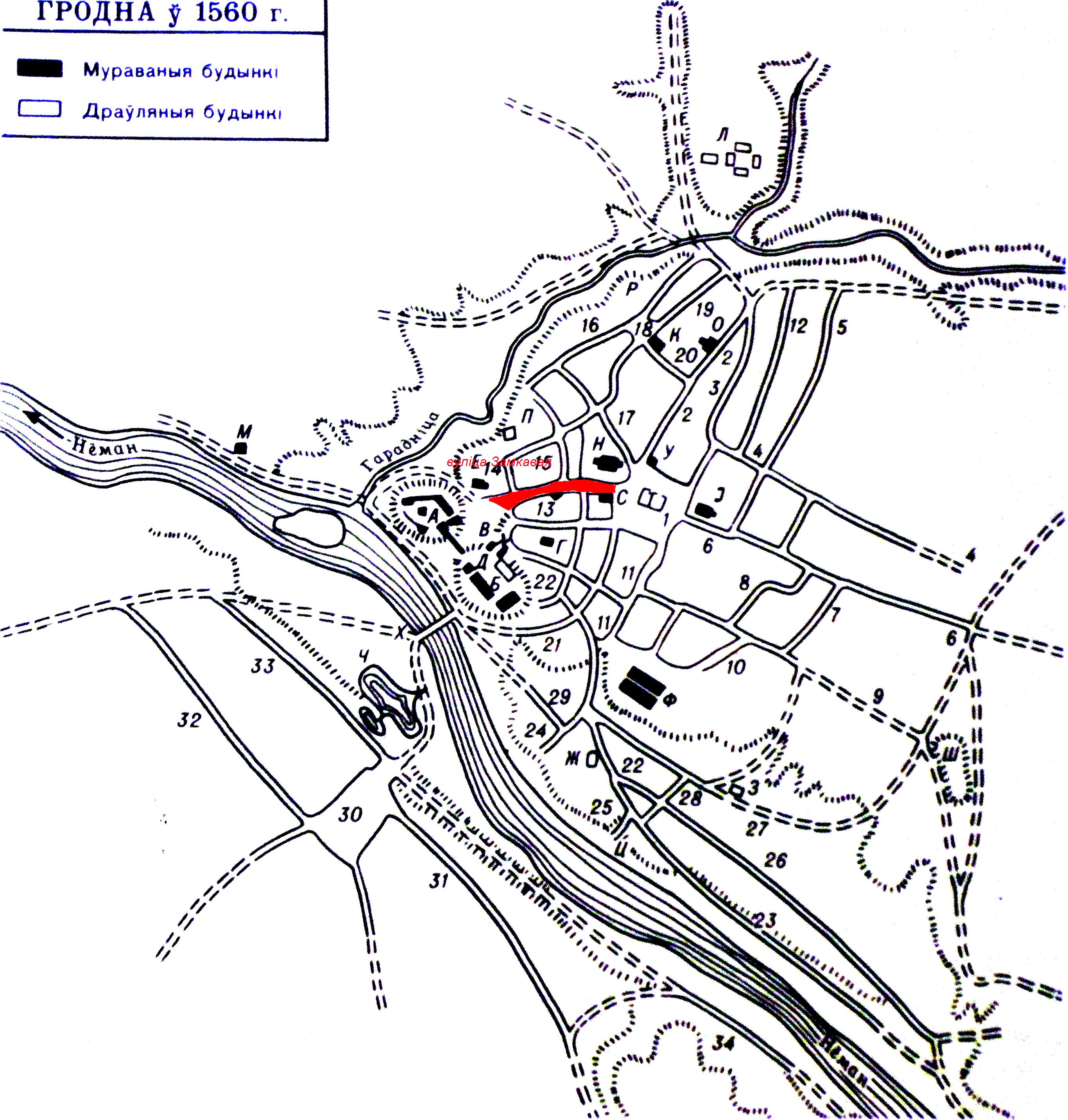
Замковая улица на карте Гродно 1560. Реконструкция А. Квитницкай

В XVI веке оборонительное значение старых укреплений уменьшается и к улице постепенно переходит функция коммуникационной артерии, связывая замок с главным рынком города. В 1560 году тогдашняя «Большая Еврейская» вместе с соседними улицами «Еврейская тесная» и «Еврейская школьная» была застроена небольшими деревянными и фахверковыми домами, которые населяли главным образом евреи. По левой стороне улицы, двигаясь от рынка, в середине XVI в. площадями владели: королевский заместитель Лев Михайлович, Адам Мышкович, Мошки и Мордух Дактаровичи, Ахрон, Абрам и Пешах Схудич, Ждрах и Абрам Хадасковичи. Причем «Увалочное измерение» отдельно отмечает два здания: «Замковый двор» и «пустой дом Адама Мышковича». Правую сторону улицы занимали шесть еврейских и одна плебанская площади, где был заложен Витовтом деревянный фарный костёл. В целом на улице было 17 застроенных участков.

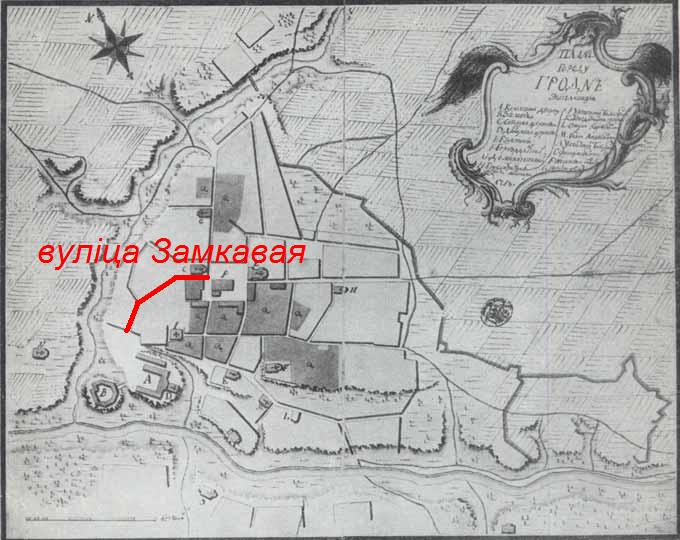
Замковая улица на карте Гродно 1759.

В 80-х годах XVI века Старый замок коренным образом перестраивается в стиле ренессанса для короля Стефана Батория.
В XV—XVI веках в конце улицы у современных домов № 17,19 существовала Малая Церковь и монастырь. Они были разграблены российскими войсками в 1665 году и последний раз упоминаются в 1679 году. В 1643 году уже стоял дворец и каменный дом князя М. Масальского (современный дом № 5). В 1680 году здесь стояли пятнадцать еврейских каменных домов, усадьба гродненского фогта Стефана Евстафия Александровича, двор Полубинских и площадь виленского епископа. При Сигизмунде III «Замковый двор» перестроен в трехэтажный «дворец гродненского ландвойта» (возможно архитектор — Санти Гуччи). Застройка улицы была разнообразной: дома строились из дерева и кирпича («прусская кладка» или фахверк), или были полностью кирпичные. Крыши крылись плоской черепицей, или гонтом.
Значение Замковой улице значительно возросло после 1673 года, когда было объявлено о намерении проводить каждый третий сейм Речи Посполитой в Гродно. Магнаты активно расширяют дворцовое строительство: до пожара 1753 года на улице было не менее семи магнатских дворцов: Масальских, Хрептовичей, Синявских, Сосновских и др..
Довольно интересное описание современниками роскоши во время сеймов Речи Посполитой:
«Сто, восемьдесят, пятьдесят шляхтичей на великолепных, богато убранных рысаках сопровождают каждый экипаж. Коляски блестят от позолоты, внутри обиты шёлком. Король едет на роскошной шестерке лошадей, окруженный толпой гайдуков, лавферов, карликов, негров, пеших и слуг на конях, за ними движется около 60 карет. Вокруг шумно и тесно. Во внутреннем замковом дворе пустые кареты стоят по обеим сторонам в большом количестве, что кажется странным в такой большой толпе. Те, что не помещались на внутреннем дворе, располагались на внешнем, где были видны тысячи коней, привязанных к столбам. Под вечер магнаты возвращаются домой, перед ними следуют слуги, держа горящие факелы, осыпая жаром деревянные стены домов. В городе изобилие золота, серебряные деньги встречаются редко.»
В 1753 году в городе произошёл сильный пожар, который значительно повредил «элитную» улицу. Тогда гродненский староста Антоний Тизенгауз выкупил «пустые стены» дворца Хрептовичей для постройки дворца Ляхницких. Обновился и дворец Масальских. Стены домов штукатурились, украшались лепниной, появлялись ажурные балконы, проезжая часть выкладывалась камнем. В XVII—XVIII веках улица плотно застроена, вымощена камнем, здесь находился рыбацкий цех

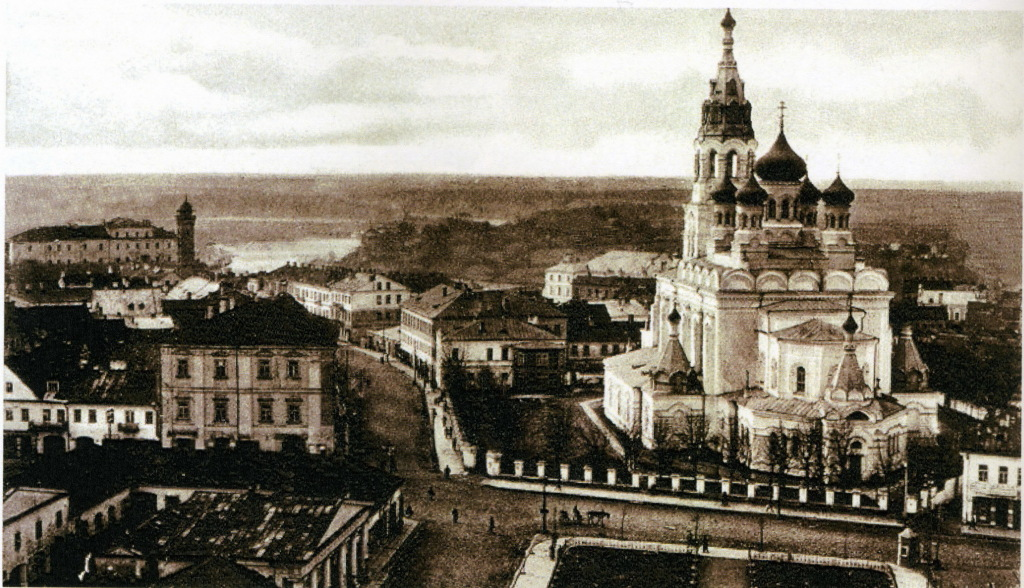
Вид на Замковую улицу в нач. XX в. справа Фара Витовта (не сохранилась), далее сохранена застройка, на дальней стороне — пожарная каланча, Старый Замок. Здания слева не сохранились.

В 1742 году специально для заседаний сейма Речи Посполитой по проекту саксонского архитектора Карла Фридриха Пепельмана был возведен Новый замок. В Новом замке в 1793 году прошло историческое «немое» заседание Сейма, которое утвердило второй раздел Речи Посполитой. В ноябре 1795 года в Новом замке последний король польский и великий князь литовский Станислав Август Понятовский поставил свою подпись под текстом отречения.
Застройка улицы в XIX веке была полностью каменной. Пожары 1780, 1782, 1783 годов не коснулись улицы. Начиная с 1795 и до пожара 1899 года застройка улицы почти не изменилась кроме Фары Витовта, которую в 1809 году переделали в Софийский собор.

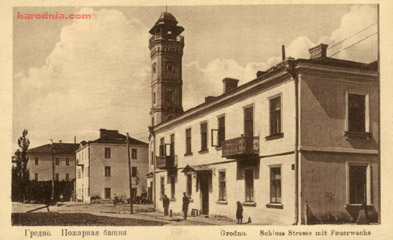
Вид на пожарную каланчу в нач. XX в.

Пожары 1892 и 1899 годов сильно изменили характер застройки улицы, которая в основном приобретает современный вид. После пожара был построен дом для гродненского православного братства (современный дом № 3), трехэтажный особняк статского советника Харченко (дом № 9). На месте сгоревшего флигеля королевских конюшен появился жилой дом, который там находится и сейчас. В 1902 году напротив дворца Хрептовичей была построена пожарная каланча, решение о её строительстве в городе было принято после истребительных пожаров. Около каланчи сохранился флигель королевских конюшен. Владелец табачной фабрики Шерешевского заложил фундаменты под новые здания на левой стороне улицы (современные дома № 12, 14). Возводятся дом советника Анцылевича, дом Харченко, перестраивается в русском стиле Софийский собор. В конце XIX — начале XX века улица состояла из двух-и трехэтажных оштукатуренных каменных зданий, основная часть крыши укрывалась жестью, с литыми и коваными балконами.

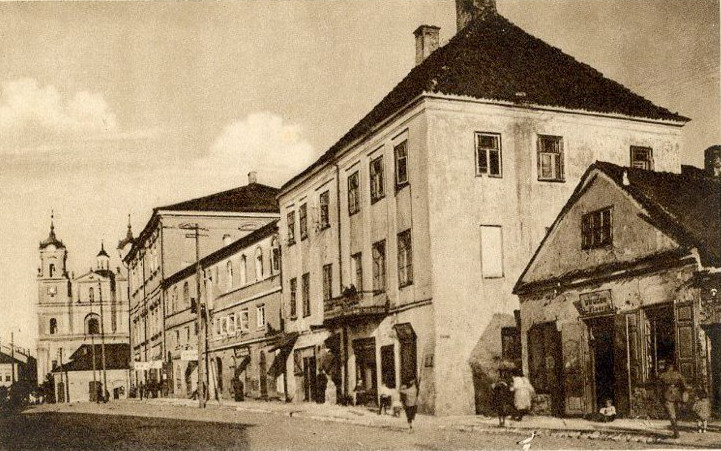
Утраченная застройка улицы.

В 1910 году домами по ул. Замковой владели:
№ 1 — Софийский собор;
№ 2 — Замковский;
№ 3 — православное братство;
№ 4 — (пересечение с ул. Монастырской) — Шиллинг;
№ 5 — (пересечение с ул. Мясная) — Дом православного духовенства;
№ 6 — (пересечение с ул. Монастырской) — Эпштейн;
№ 7 — (пересечение с ул. Мясная) — Вальфсон;
№ 8 — Эпштейн;
№ 9 — Харченко;
№ 10 — Лапинер;
№ 11 — Соколовр;
№ 12 — Шерешевского;
№ 13 — (пересечение с пер. Пожарным) — Рабинович;
№ 14 — С. -Петербургский (бывший Тульский) Поземельный банк;
№ 15 — (пересечение с пер. Пожарным) — Анцулевич;
№ 16 — (пересечение с пер. Прачечной) — Казармы военного лазарета;
№ 17 — (пересечение с пер. Замковой) — Пожарная команда;
№ 18 — Лазарет;
№ 19 — Старый замок.
Во время Великой Отечественной войны в районе Замковой улицы находилось еврейское гетто, в котором было уничтожено 29 тысяч человек. В память об этом на доме № 7 установлена мемориальная доска.
Историческая застройка улицы, несмотря на некоторые повреждения в военное время, в целом сохранялась до 1958 года, когда был окончательно разобран так называемый «Замковый двор» и на его месте построен Дворец Текстильщиков. Позже на левой стороне улицы были снесены практически все застройки вплоть до Монастырского переулка. Тогда навсегда исчезли каменные сооружения XV—XVI в. Среди них был так называемый «Дом с рыбкой» — одноэтажное здание XVI в., В котором в начале XVII в. жил глава гродненских рыбаков Антоний Максимович.
Также в это время существовала практика достройки этажей в существующих домах. Так, двухэтажный мансардный дом № 15 после достройки стал четырёхэтажном, при этом получив современный вид. Последнее изменение ансамбля улицы произошло в 1961 году, когда была уничтожена Фара Витовта, на месте которой так ничего и не было построено.
Ныне застроено 2-3-х этажными домами, среди которых выделяется ансамбль уличной застройки XIX века. с чертами позднего классицизма, ампиру, «модерне» и башня пожарного депо конца XIX-нач. XX века.
В апреле 2020 года гродненскими историками был разработан проект восстановления исторической застройки улицы.

## Строения

### На нечетной стороне

#### Здание № 1
На месте дома, который бы имел номер 1, располагается небольшой скверик. Ранее на этом месте находилась Фара Витовта, которая была построена в конце XIV века и взорвана в 1961 году.

#### Здание № 3

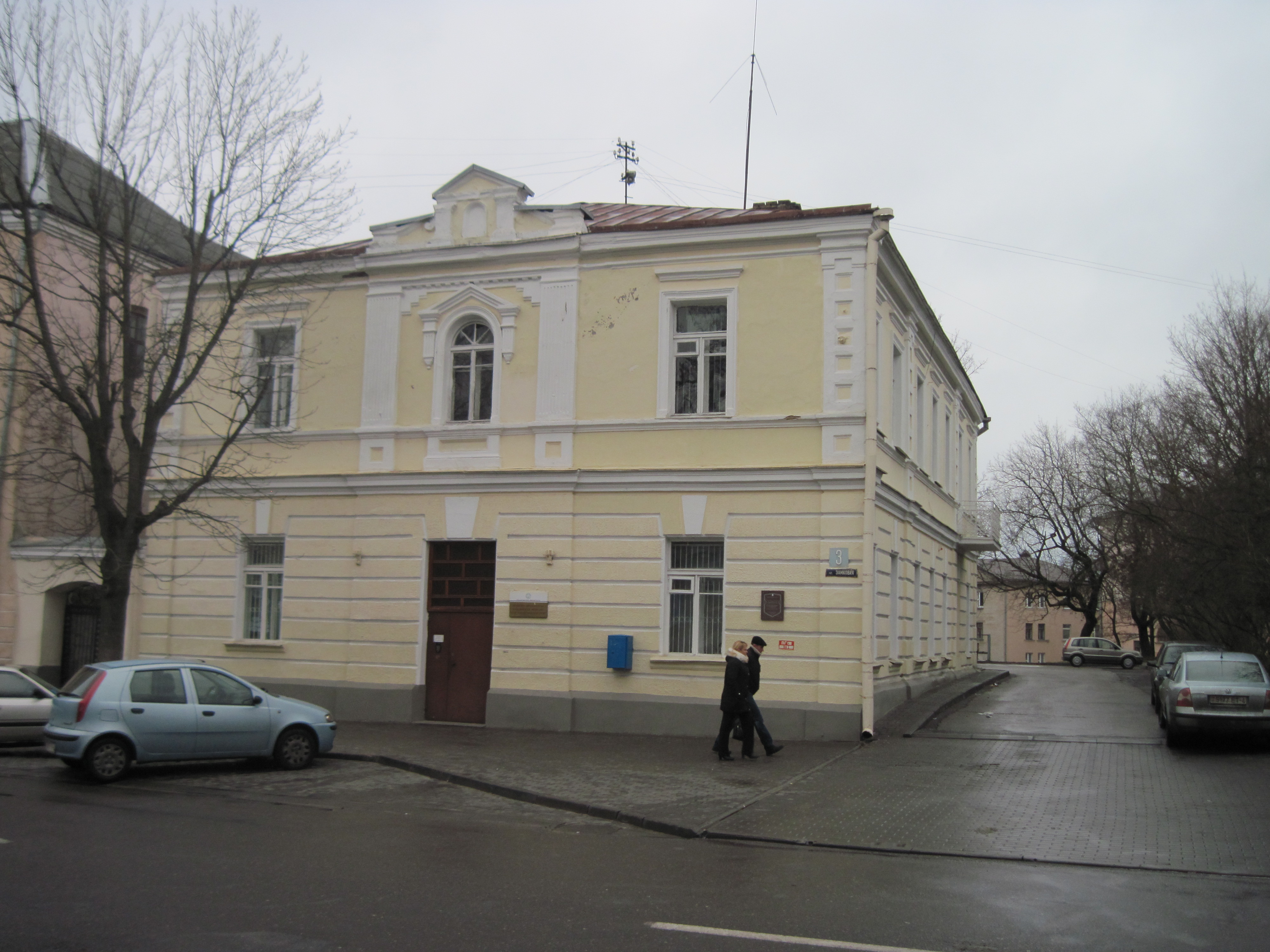
Здание по ул. Замковая, 3

Двухэтажное здание. Историко-культурная ценность. Известно как Дом Софийского братства на месте часовни, Дом кафедрального Софийского собора. В разные времена здесь располагались Дом чинов правительственных учреждений Гродненской губернии; «Братская лавка»; Первое церковно-приходское училище;  братская мужская и женская церковно-приходские школы имени графа Муравьева.
Здание построено в 1903 году. Двухэтажный оштукатуренный дом. Карниз, фриз, подоконные тяги и меж этажный пояс профилированный, первый этаж рустованный. Окна второго этажа украшены сандриками, и филинговыми наличниками. Углы подчеркнуты лопатками. 3 стороны дворового фасада имеет клапанный балкон со швеллерами. По центру, над парадным входом, ступенчатый аттик и фигурные плинтуса полуциркульные окна. Здание — яркий пример эклектики в ансамбле.
В конце XIX в. в доме располагалась Гродненское православное братство. В начале XX века здесь продавали в розницу газеты. В 1928 году работали: магазин Рахель Захари, магазин дрожжей Тавбы Тропе, потребительская лавка Пракседы Парай.
Сейчас здание занимает дочернее предприятие «Гродненская МПМК-146» ГОУП «Гроднооблселстрой».

#### Здание № 5

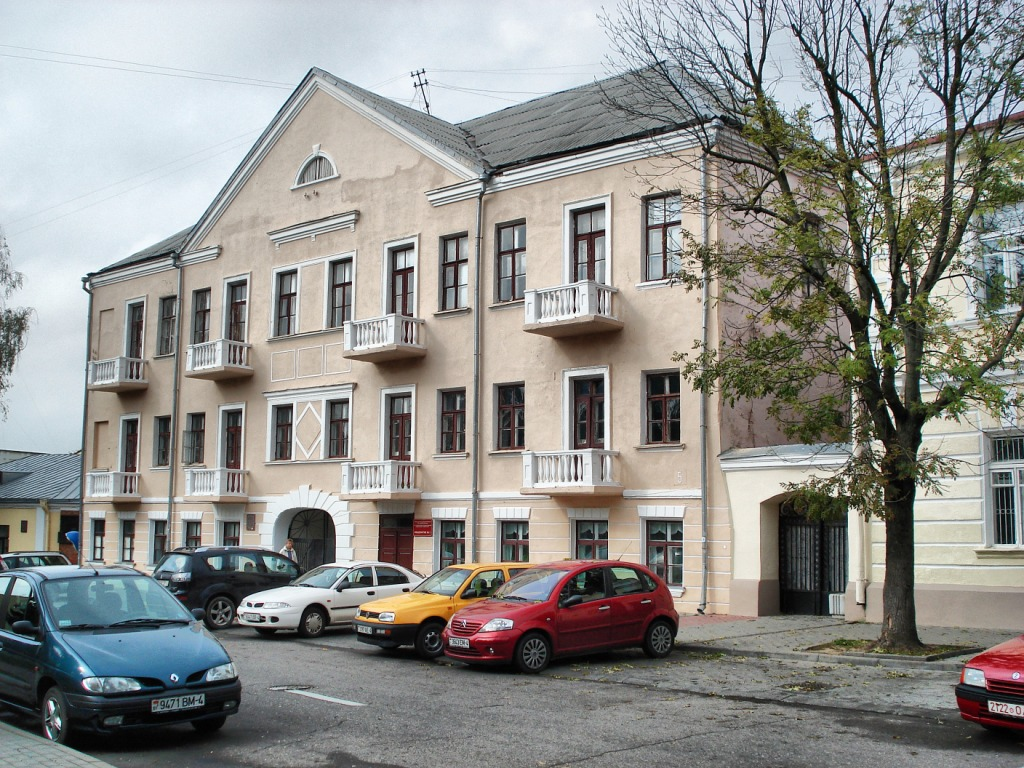
Здание по ул. Замковая, 5

Трехэтажное здание. П-образное в плане здание. С северной части пристроена одноэтажная хозяйственная пристройка. Историко-культурная ценность. Известно как Каменный дом Масальских. Один из старейших жилых домов в Гродно.
Построен в 1643, по другим сведениям — около 1726 году. Перестроен в 1912 году.
Сформировался как дворцовый комплекс в середине XVIII в. и включал в себя участки современных домов по ул. Замковой № 5, № 7, № 9, № 11. П-подобный каменный дом, который сохранил замкнутый хозяйственный двор. Первоначально двухэтажный (третий этаж пристроены в начале XX в.), с высокой двухскатной крышей и арочным проездом по центру.
Усадьбу на углу Замковой улицы и улочки тесной еврейской в 1674 году Ицка и Кадыш Абрамовичи уступили великому литовскому предводителю Александру Гилярию Полубинских. В 1726 году здание было занято юридико гродненского старосты Михаилом Масальским. В 1781 князь Ксаверий Масальский записал его на виленского епископа Игнация Масальского. В 1794 усадьба принадлежала уже гродненскому подкоморию Франциску Юндилову. 28 марта 1920 года здесь прошло общее собрание Гродненского Белорусского национального комитета. Осенью того же года происходили белорусские семейные вечера и запись в Грамаду белорусской молодежи. В 1925 году жил белорусский деятель М. Головач. В 1926 году в здании размещалась еврейская религиозной школа «Tora Jabne» (руководитель доктор Немцевич) и «Клуб еврейской интеллигенции». После Второй мировой войны здание внешне сильно преобразилось, были пристроены фронтон и балконы. В 1950 году здание занимало торгово-кулинарная школа, а с 1970-х годах здесь расположен интернат № 1 УО «Гродненского государственного медицинского университета».

#### Здание № 7

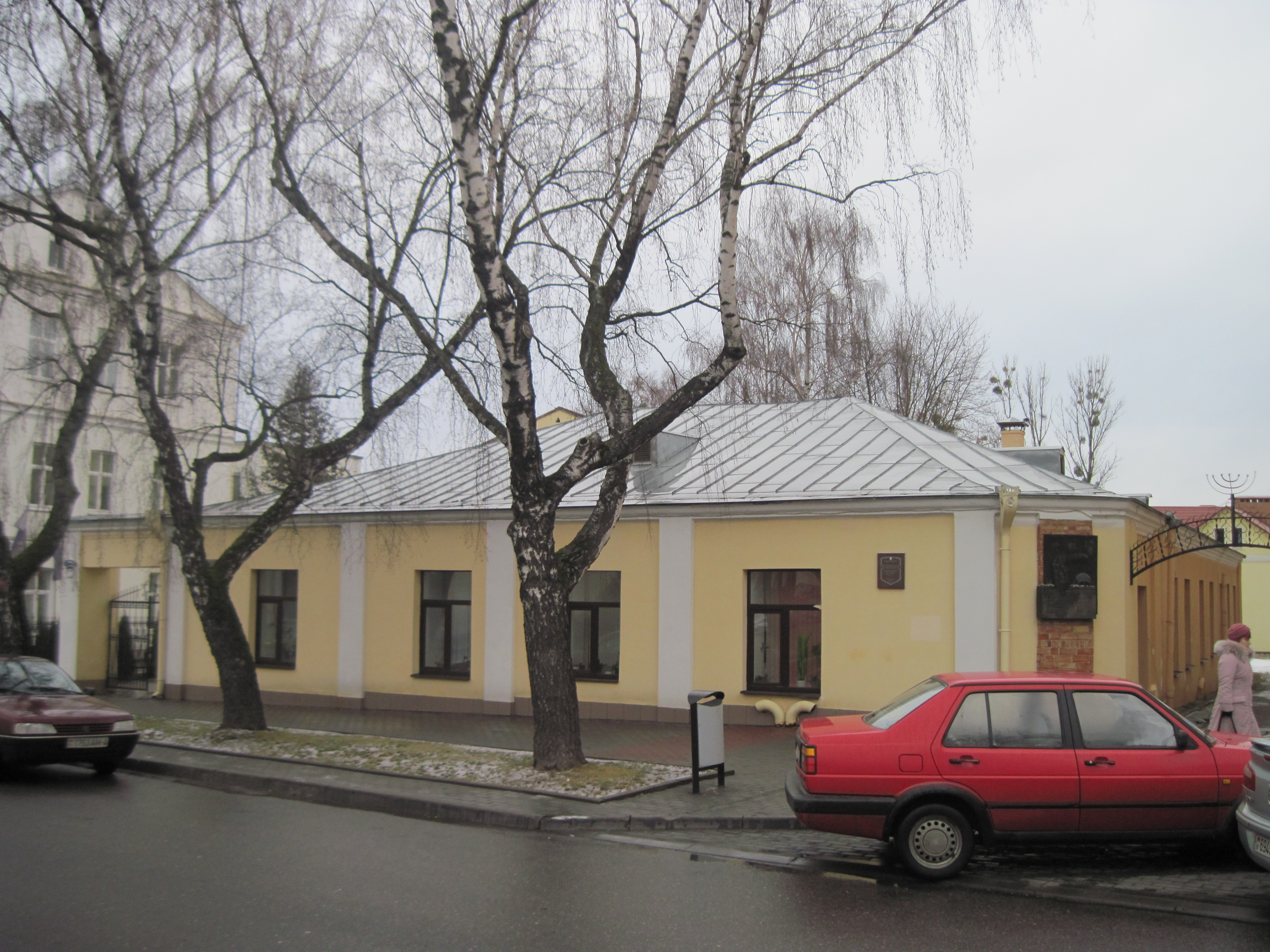
Здание по ул. Замковая, 7

Одно- и частично двухэтажное С-образное здание. Историко-культурная ценность. Известно как часть дворца Масальских. Большой дворец Масальских был построен на месте (а возможно и содержал часть стен) трех постепенно приобретенных каменных строений. Первоначально двухэтажный длинный каменный П-образный, отделанный профилированным карнизом и междуэтажным поясом, был накрыт высокой «ломаной» «французской» крышей с большими мансардными окнами. Дворец имел два асимметрично расположенных арочных проезда. После пожара 1899 года большая часть здания была разобрана, а из его остатков построили дом по ул. Замковой № 7. Строительство вели его новые владельцы Трылинг и Симха Абрам, которые около 1905 нрла выкупили у прежних владельцев Менделя и Рывки Соболь.
Сейчас здание занимает ОАО «Продуктовый сервис» г. Гродно. Во внутреннем дворике дома в двухэтажной части работает магазин канцтоваров. На углу дома со стороны дома № 5 висит мемориальная доска «памяти 29 тысяч узников-жертв фашизма. В этом районе в 1941—1945 годах находилось гетто» (на русском и еврейском языках).
В здании находится РУПАД «Гроднаавтодор». Примыкает к дому № 11.
Здания № 9-11-13-15 образуют единую застройку и отличаются друг от друга только цветом окраски.

#### Здание № 9

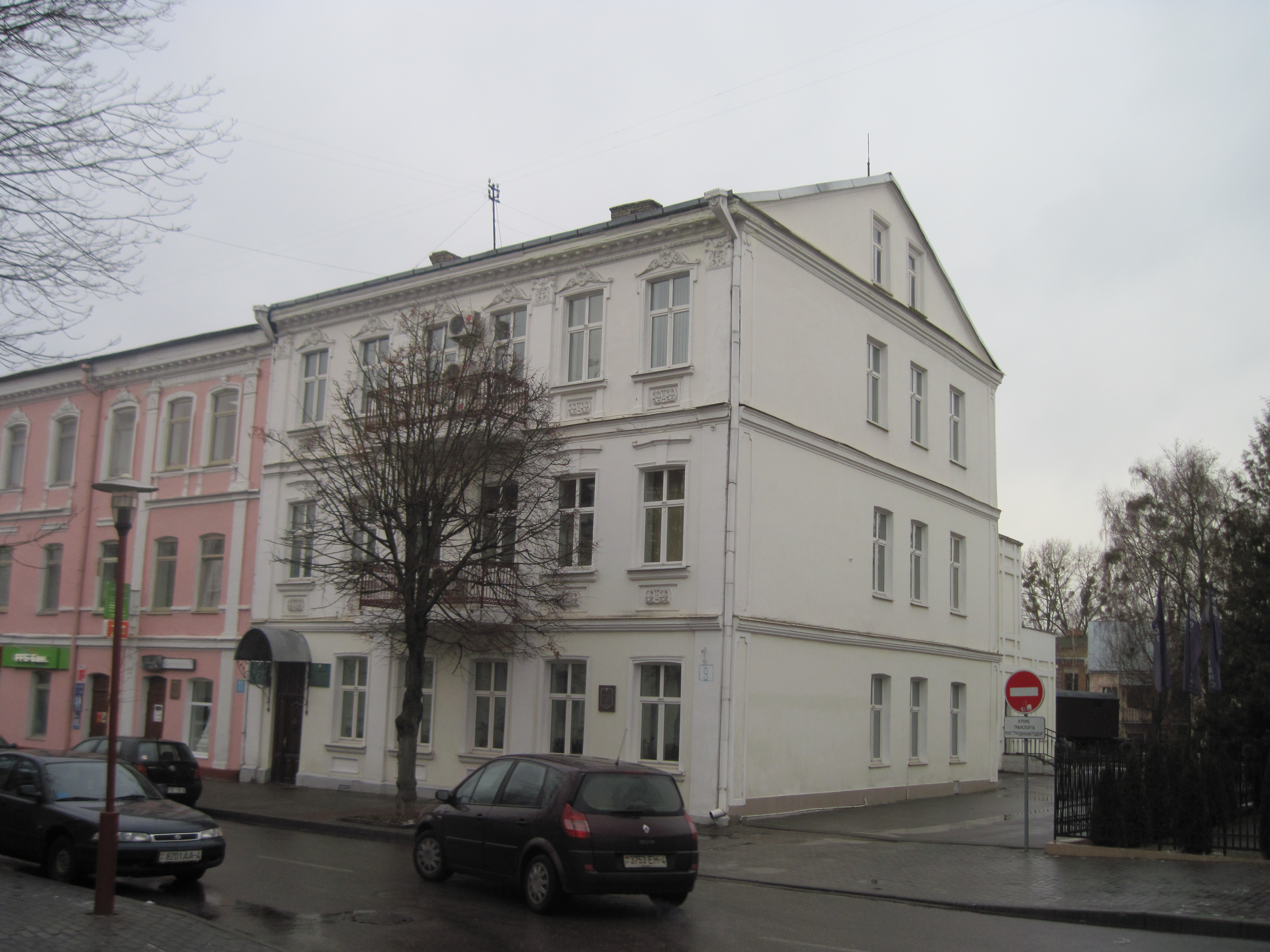
Здание по ул. Замковая, 9

Трехэтажное здание, от двора пристроен двухэтажный дом. Историко-культурная ценность. Построен в 1912 году. Известно как трехэтажное имение статского советника Харченко.
Трехэтажный оштукатуренный кирпичный дом. Декоративная отделка здания сосредоточена на парадном фасаде. Карниз и декоративные профилированные межэтажные пояса, карниз украшен орнаментальными кронштейнами и гирляндой. Окна третьего и второго этажей украшены орнаментальными наличниками. Фасад выделяется ритмом четырёх пилястр, завершенных капителями. По центру два литых чугунных балкона, не сохранивших свой первоначальный вид (по состоянию на 1923 год дом имел три балкона). Здание — пример эклектики в ансамбле. Под карнизом — поясок с сухариками. Дом стоит на части фундаментов дворца Масальских (современные здания № 5 и № 7).
В 1877 году гродненский мещанин Мойша Глинфельд выкупил в городе эту площадь и через два года возвел большой одноэтажный деревянный дом с мезонином, который сгорел в 1895 году. Позже площадь приобрел коллежский советник Иван Лукич Харченко, который и построил новую трехэтажную каменицу на четыре квартиры — с водопроводом, туалетом, ванной и водонагревателем. Домовладелец с женой Александрой Павловной заняли пятикомнатную квартиру на третьем этаже; бывший хозяин участка Мойша Глинфельд с семьей расположился в четырёхкомнатной квартире на втором этаже. На первом этаже размещался продовольственный магазин М. Рутковского. Во флигеле жила прислуга: кухарка, экономка, дворник. Хозяин дома И. Харченко определялся как местный скандалист, поскольку имел привычку писать большое количество жалоб по самым разным причинам.
В 1910 году в доме работала агентства Белостокского общества взаимного страхования от огня. 3 сентября 1944 года в здании работала фармацевтическая и фельдшерско-акушерская школа, потом с сентября 1947 года проводились занятия в строительном техникуме. В 1970 году в здании находился — «Аблавтатрэст», после — РУП «Гродноавтодор».

#### Здание № 11

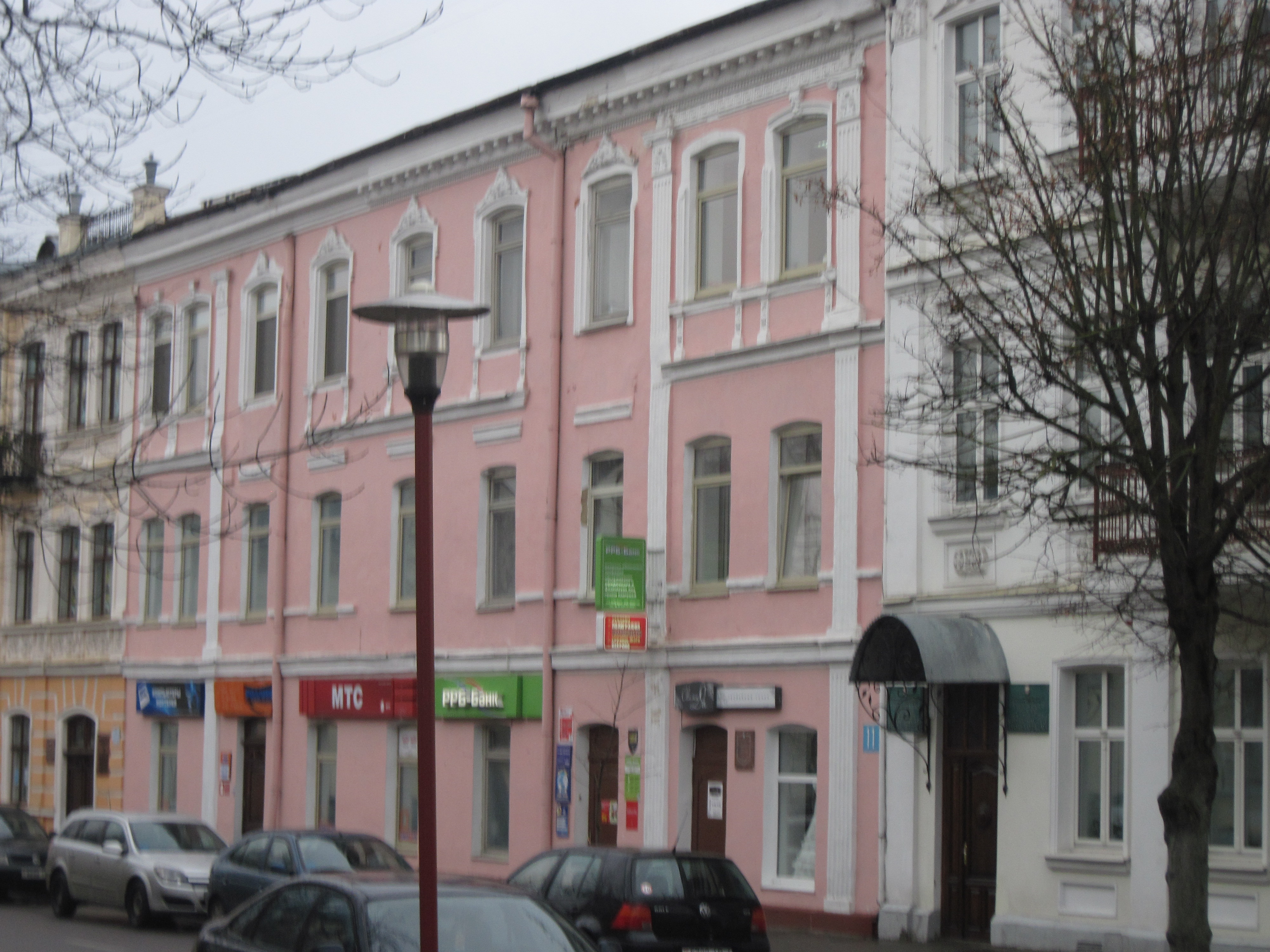
Здание по ул. Замковая, 11

Трехэтажное здание. Историко-культурная ценность. Известно как дом Хаима Стрельца, дом Соколова, дом Сары Рохлю, дом Давида Цофнаса. Построен в 1911 году в стиле эклектики. Составляет единый ансамбль с соседними домами.
Трехэтажный оштукатуренный кирпичный дом, присоединенный к зданию № 9, составляет с ним единый фронт застройки. Декор здания созвучен с отделкой соседних построек, но сильно пострадал во время эксплуатации. Карниз и декоративный профилированный межэтажный пояс, карниз украшен орнаментальными кронштейнами и гирляндой. Окна третьего этажа отделаны орнаментальными наличниками. Фасад сохранил по бокам парные пилястры с капителями. По центру второго этажа и по бокам третьего просматриваются места для балконов.
До конца XVIII века участок принадлежал юридице Масальских. В 1865 году участком владела Лейко Болгарский, между владениями которой и дворцом Масальских была узкая, не шире сажени улица (Замковый тупик). До 1958—1960 годов к дому Ивана Харченко примыкал флигель, построенный около 1875 года, который выходил на улицу Замковый тупик. После его сноса пределы участка сильно размылись, фактически исчезла улица Замковый тупик. Сейчас существует проект восстановления этого флигеля с выходом на улицу Большая Троицкая.
В 1911 году участок приобрел Хаим Янкелееич Стрелец, который и построил дом. Однако владелец дома последние годы жизни серьёзно болел и имел финансовые проблемы, поэтому декорирование дома лепниной не завершилась до смерти владельца в ноябре 1913 года и так никогда не было завершено. После смерти хозяина по завещанию дом перешёл к вдове — Саре Рохлю. В 1923 году принадлежал Давиду Цафрасу (Цафнасу). В 1928 году его хозяйкой была Ревекка Цафрас. Здание изначально не имел номера, а впоследствии из-за него «сдвинулась» нумерация домов на нечетной стороне Замковой улице. В сентябре 1944 года решением исполкома горсовета всё здание было передано педучилищу.
В доме размещается брачный салон «СкажиДа» (бел. «АдкажыДа»), «Каменный замок» (изделия из камня и памятники), ЦБУ-5 ЗАО «РРБ-Банк», салон печати «Алипринт», интернет провайдер «Атлант Телеком», туристическая компания «Кластур», «Риэл-кампани», центр продаж бытовой техники «Ролик», салон связи МТС. Примыкает к домам № 9 и № 13.

#### Здание № 13

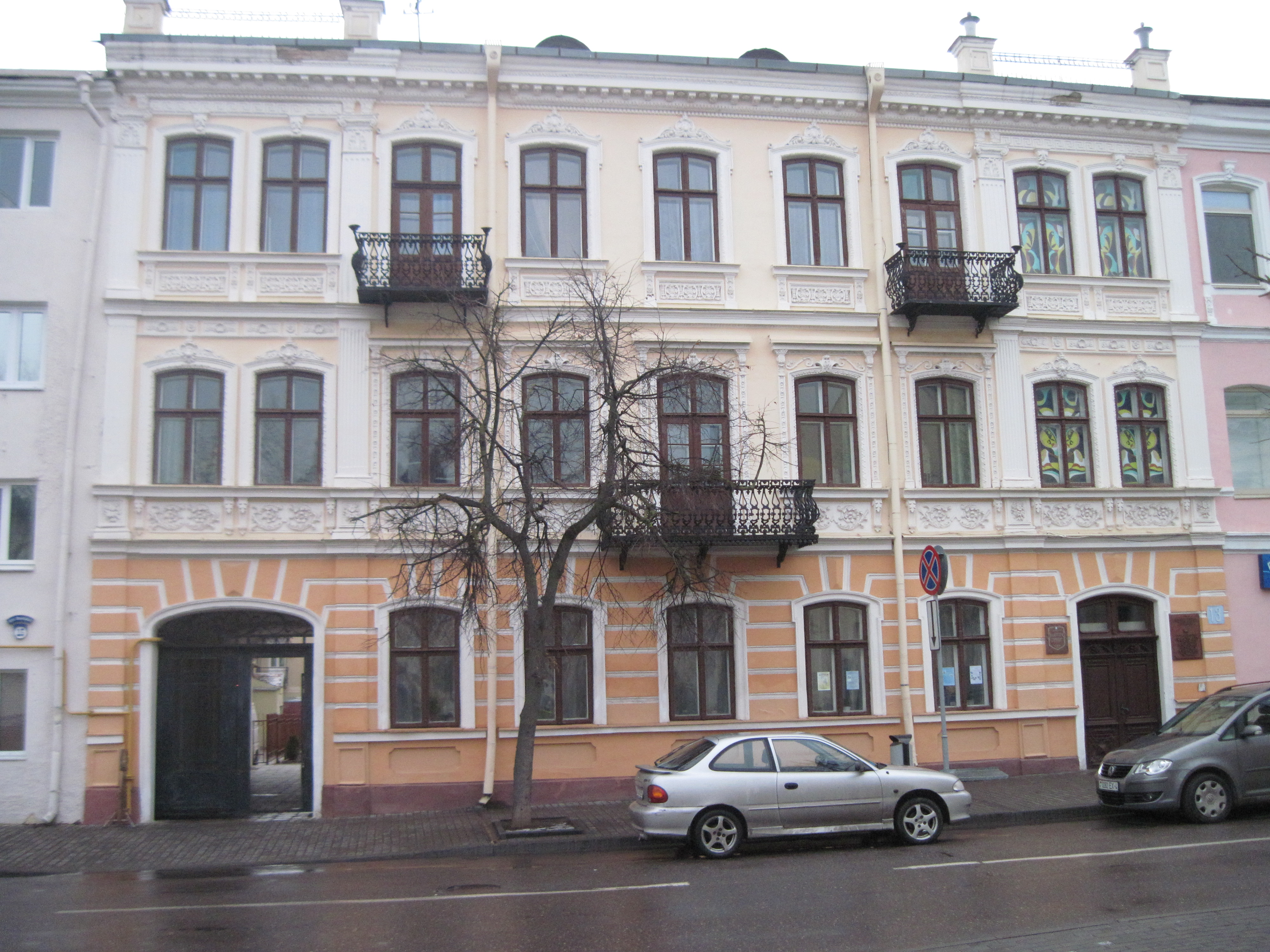
Здание по ул. Замковая, 13

Трехэтажное Г-образное здание. Историко-культурная ценность. Известно как винная лавка Рохлю-Рутковской Рахель. Построено в 1901 году. В основе этого здания заложено каменное строение XVII века. Сейчас здесь интернат Гродненского педагогического училища.
Трехэтажное, асимметричное в плане, здание с высоким цоколем, накрытое пологой двускатной крышей. Развит в глубину двора. Плоскость главного фасада обрамлена пилястрами, канелираваными на втором и третьем этажах и рустованными на первом. Пилястры завершены капителями. Фасад увенчан мощным карнизом, декорирован орнаментом и дентикулами. В левом крыле сквозной проход, закрытый воротами, в правом — вход в здание, расположен симметрично проходу. Центр выделен балконом с узорчатой решеткой. Планировка коридорная. Связь между этажами осуществляется с помощью двухмаршевых лестниц. Интерьеры простые, без декоративной отделки. По мнению специалистов, здание наиболее насыщенно лепным декором и является совершенным и красивым примером эклектики на Замковой улице.
Винная лавка Рохлю была известна всей гродненской бедности, так как здесь продавалось самое дешёвое в городе вино. По купчей 1911 года домом владел Каган Янкель Израиль. С 1918 года в здании работал магазин потребительских товаров Хашы Апой. В марте 1944 года здание занимал Гродненский механический техникум железнодорожного транспорта, а в 1960-е годы здесь размещался интернат музыкального педагогического училища
Здание занимает УО «Гродненский областной дом техническо-художественного творчества учащейся молодежи». В арке дома размещается магазин «Ткалля». Примыкает к домам № 11 и № 15, завершает единую композицию домов № 9, № 11, № 13.

#### Здание № 15, 15А
Здание № 15

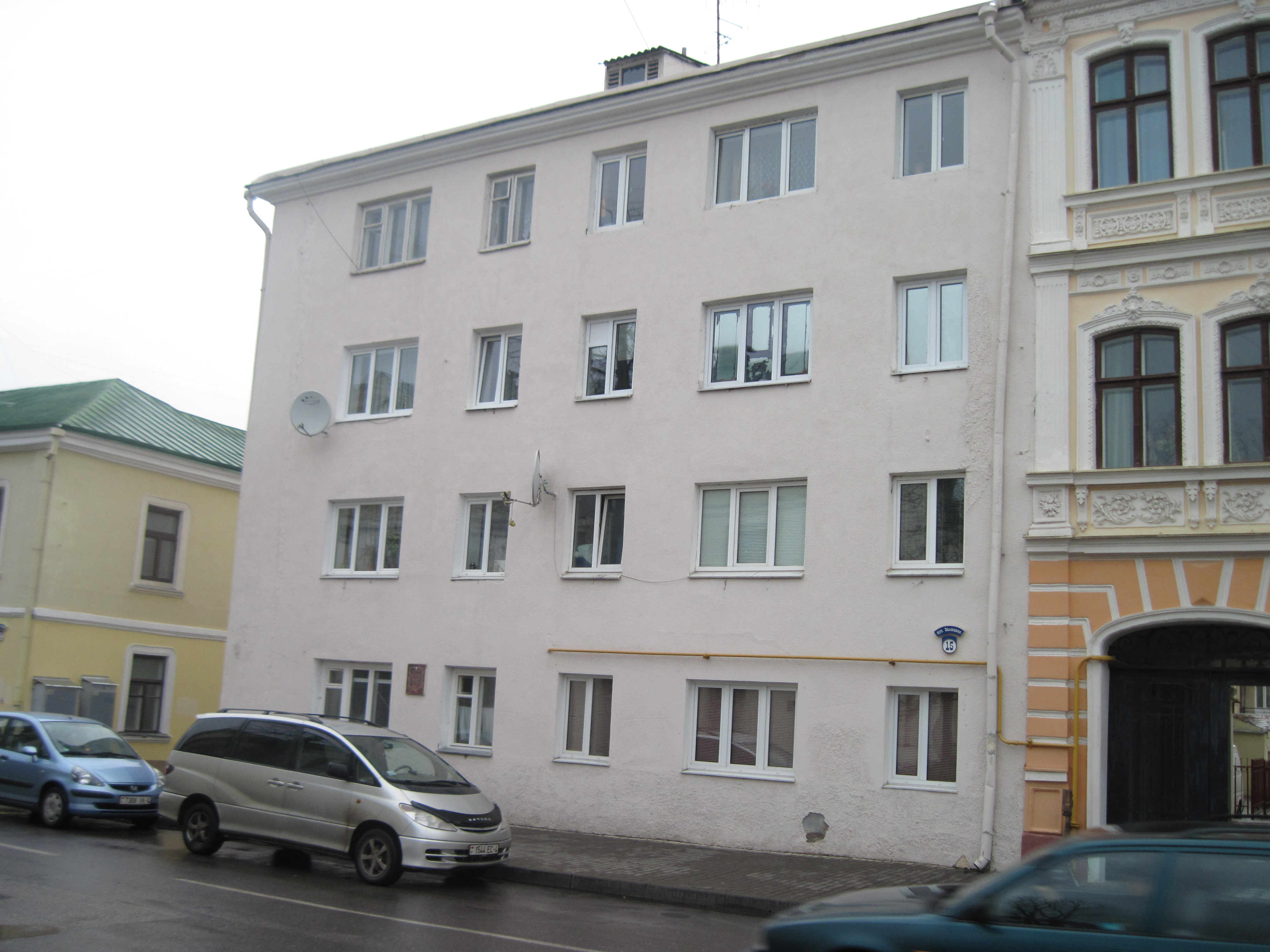
Здание по ул. Замковая, 15

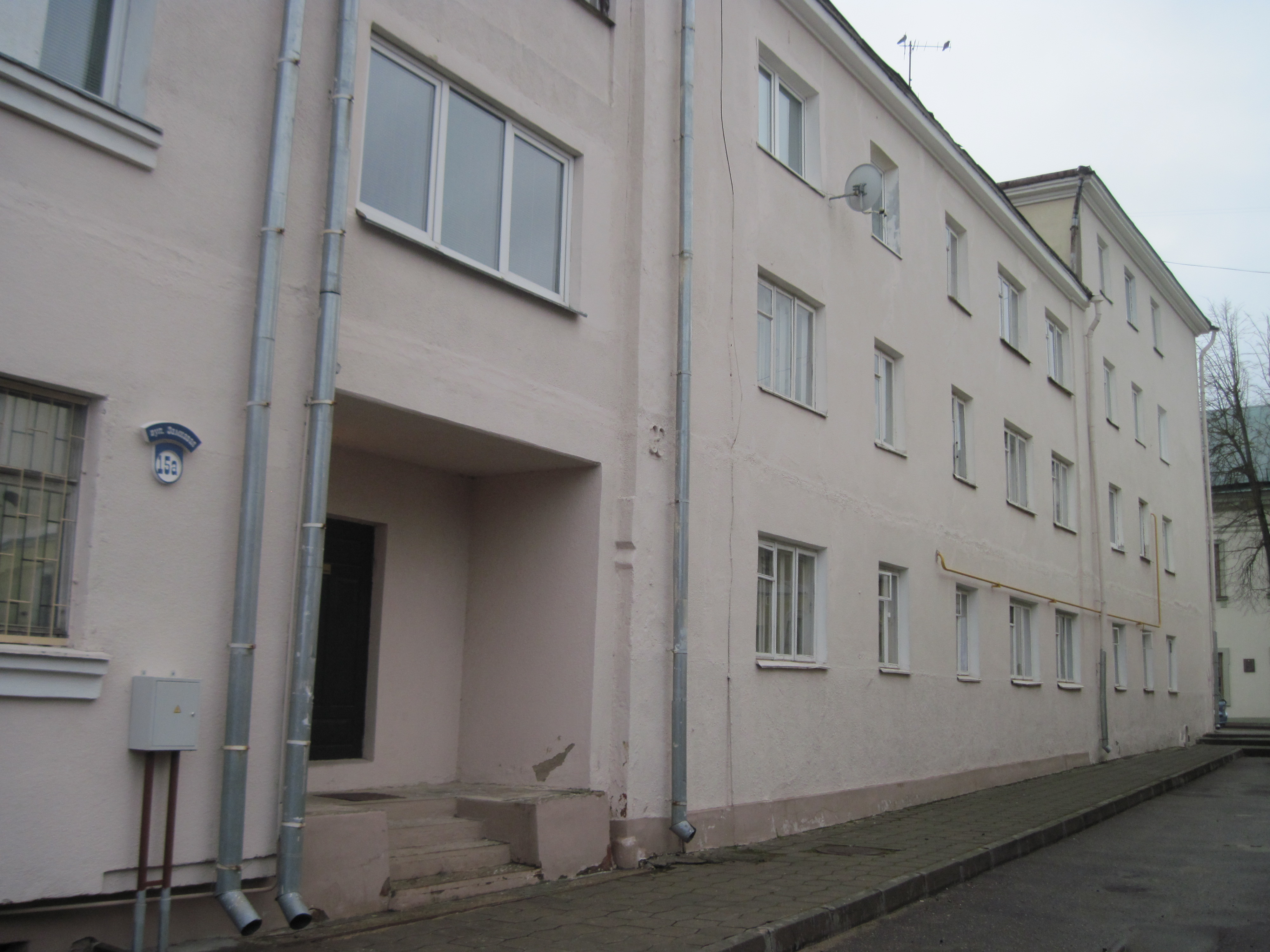
Здание по ул. Замковая, 15А

Четырёхэтажное здание. Историко-культурная ценность. Известно как дом Дразнина по Пожарному переулку, дом Шерешевского, дом И. Любича. Год постройки — 1870. Капремонт с надстройкой сделан в 1970-е годы
Первоначально двухэтажный кирпичный дом с мансардой, балконами, филёнгавыми окнами, сандриками и профилированным карнизом. После капремонта дом стал полностью безликими, были изменены даже размеры окон.
Некоторые историки сомневаются в том, что дом был построен именно в 1870 году, считая, что в 1870 году был перестроен в каменный дом XVII—XVIII веков. В 1892 году в здании возможно состоялся съезд мировых судей. В 1910—1915 годах владельцем дома был Шерешевский. В начале 1910-х годов в доме жил известный гродненский врач Игорь Вальдемарович Гольмстен, который был одним из владельцев одного из первых гродненских кинотеатров «Сатурн».
Здание № 15А
Трех- и четырёхэтажное здание. Жилой дом. Дом образцового содержания. Примыкает к дому № 15.

#### Здание № 17
Двухэтажное здание. Историко-культурная ценность. Известно как дом советника Анцылевича. Построено в 1912 году, реставрировано в 1940 году.
Двухэтажный оштукатуренный кирпичный дом, квадратный, с внутренним двориком. Возник на остатках флигеля королевских конюшен. Карниз и декоративный профилированный межэтажный пояс. Балконы современные, стилизованный под предыдущие. В 1950 году в здании находилась пожарная охрана МВД, добровольное пожарное общество.
Теперь полностью жилой дом.

#### Здание № 19

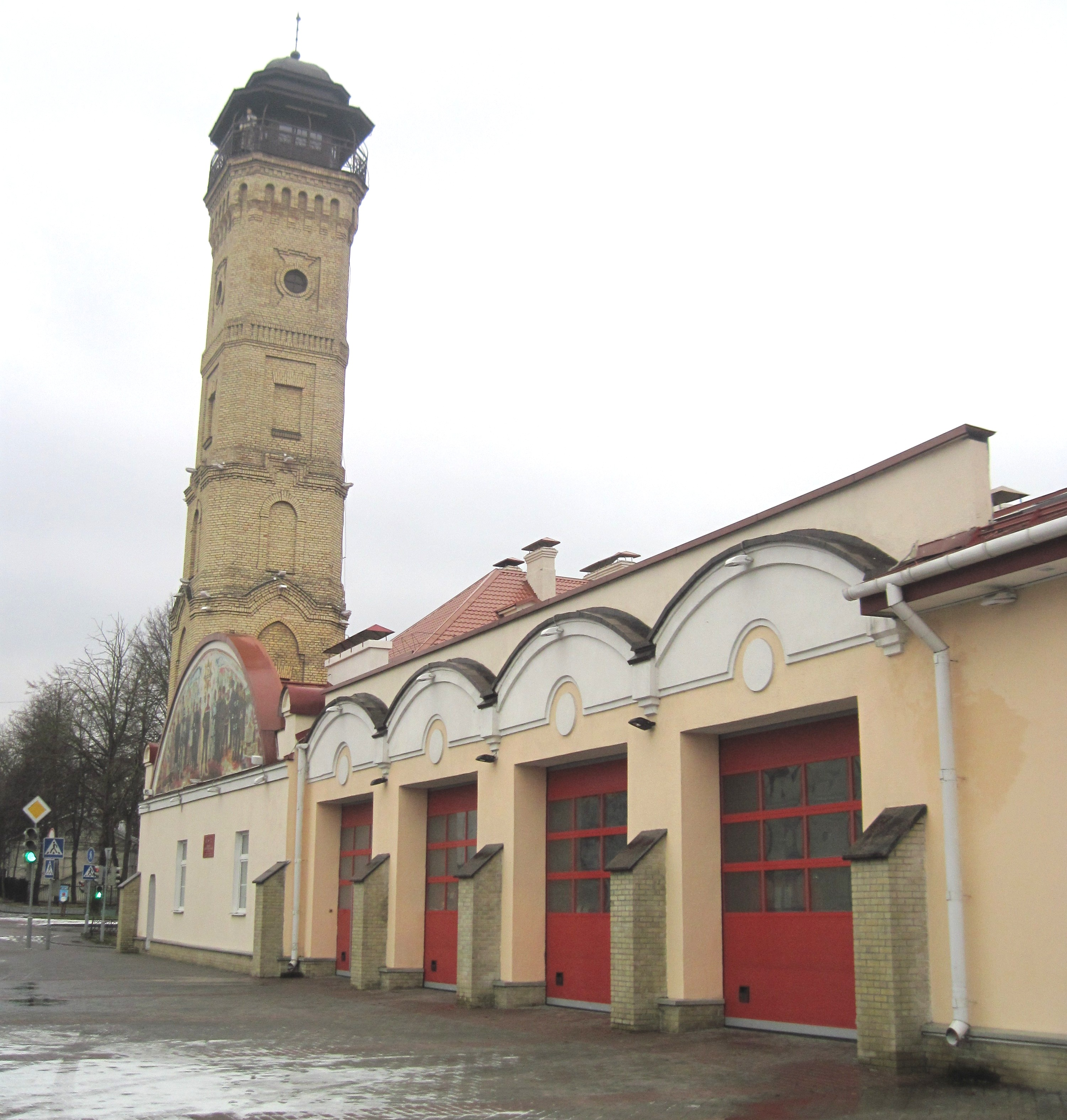
Пожарная каланча: Замковая ул., 19

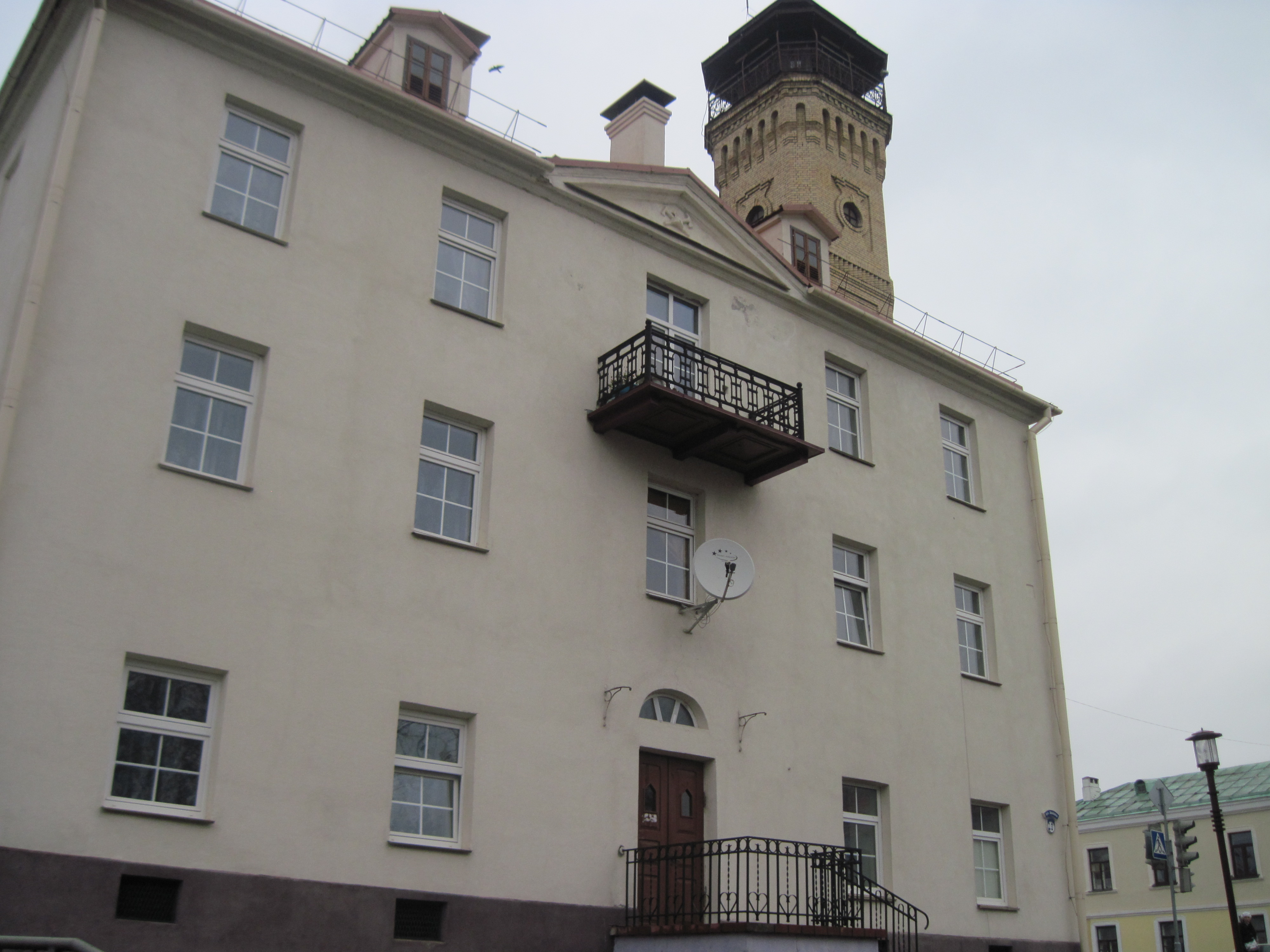
Здание возле пожарной каланчи: Замковая ул., 19

Здание пожарного депо с каланчой. Историко-культурная ценность. В начале XX века было возведено пожарное депо, завершенное в 1902 году. Комплекс пожарной части города был построен в форме каре. Главный, южный фасад комплекса со стороны Замковой улицы состоял из современного дома № 17, № 19 и пожарной каланчи, которые соединяла 1—этажное сооружение с семью въездами для пожарных машин. С запада, со стороны Старого замка, находился 1-этажный фасад. Со стороны городничанки и современной Большой Троицкой улице проходила кладка. В северной части комплекса находилась деревянная тренировочная башня.
Сейчас здание занимает пожарная аварийно-спасательная часть № 1 Ленинского района г. Гродно. Со стороны Троицкой улицы изображена живопись, в котором представлены спасатели разных времен от Средневековья до наших времен, лицо женщины в конце изображения очень похож на Мону Лизу с картины Леонардо да Винчи. На смотровой площадке виден манекен спасителя, который смотрит в сторону Советской площади.
Одновременно возле пожарной каланчи стоит трехэтажный дом № 19, который также имеет статус историко-культурной ценности.

#### Здание № 21
Старый замок. Памятник архитектуры государственного значения.

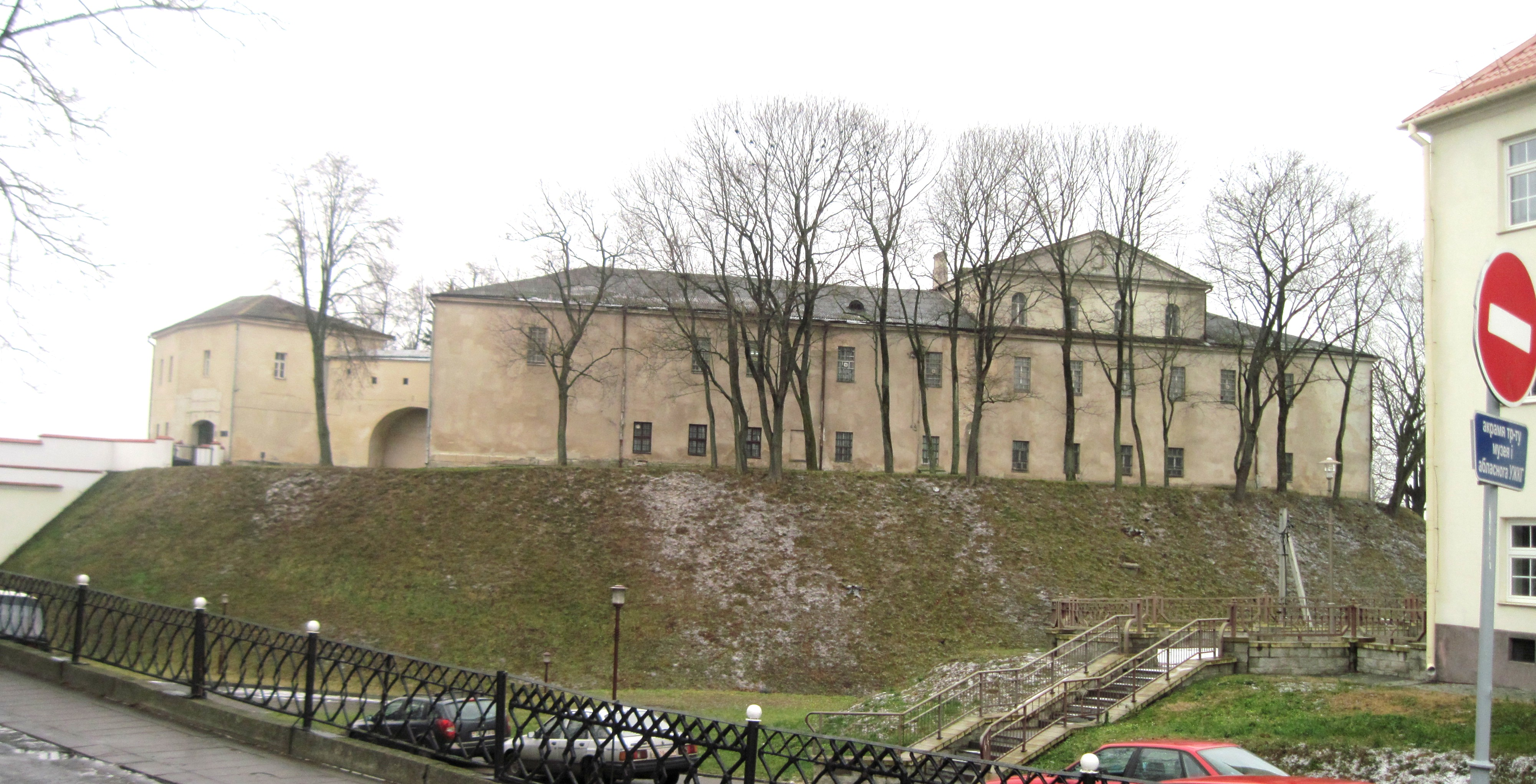
Старый Замок. Замковая, Замковая улица 21

Старый замок — исторический комплекс оборонительных укреплений. Возник во времена Древнерусского государства. Многократно разрушался, восстанавливался и перестраивался. В планировке и архитектуре замка обнаруживаются наслоения многих веков.
Замок расположился на крутом холме на высоком правом берегу Немана при впадении в него речки Городничанки. Топографию местности определило очертание плана замка, близкого к треугольнику. Продолжительность замковых стен достигала почти 300 м при средней толщине около 3 м. Стены имели неодинаковую высоту и завершались зубцами. С внешней стороны они, как и башни, подпирались контрфорсами. От города замок отделялся оврагом и глубоким рвом.
В замке во времена Витовта имелось пять укрепленных башен. Въездная башня, квадратная в плане, располагалась в юго-восточном углу крепости и соединялась с городом подъемным деревянным мостом. Самая высокая башня, круглая в плане, уцелела с XIII века и была включена Витовтом в систему новых замковых укреплений. По своему характеру она близка к оборонно-сторожевой башне, похожих на башни в Каменце. Замковые башни не сохранились до нашего времени: некоторые из них разобраны при строительстве дворца Стефана Батория в конце XVI века, От других остались фундаменты и части стен.
Представление о замке Витовта и системе его укреплений дает известная гравюра города Гродно 1568 года. К восточной стене замка между двумя башнями — круглой и прямоугольной — примыкал двухэтажный дворец. Его архитектура, как и архитектура всего замка Витовта, имела готические черты. О конструкции стен можно судить только по сохранившимся остаткам кирпича и камня-валуна. Кирпич в кладке стен использовался для выравнивания рядов камня, в башнях — как облицовочный материал. Сохранились знаки — клейма мастеров, резанные острым инструментом на каёмочной стороне кирпича до обжига. Картинки знаков очень разнообразны и насчитывают несколько десятков типов.
В 80-х годах XVI века при Стефане Батории Старый замок подвергался коренной перестройке. Из укреплений Витовта были использованы только стены и некоторые башни. Дворец был построен заново. В планировке двухэтажного дворца заметна его приспособленность к обороне: отсутствовали парадные вестибюли лестницы, стены отличались большой толщиной. Небольшие по величине комнаты и несколько залов создавали асимметричную и замкнутую композицию плана.
Это уже был совсем другой дворец, в стиле немецкого маньеризма, построенный по проекту архитектора Йозефа Ройтена. Снаружи замок выглядел очень эффектно, фасады у него были орнаментированные сграффито и резьбой. Тронный зал и комнаты Стефана Батория размещались на втором этаже. Они были украшены шлифованным гипсом, кафелем и резьбой, пол выложен керамической плиткой и мрамором. На первом этаже находилась канцелярия, архив, сокровищница, кладовая и сторожка.
Характерные черты дворца — декоративный аттик, окна с тонким наличником, эркеры с фигурным завершением. Новым был сам подход к решению замка — он был задуман как дворцово-замковый комплекс. Дальнейшая судьба Старого замка была связана со многими перестройками. В XVII веке, после войны Польши с Россией, замок ремонтировался под руководством литовского канцлера Паца. Тогда окна потеряли своё обрамление и были увеличены. Частично замок достраивался в XVIII в. Надстройка третьего этажа, выполненная в XIX веке, конечная изменило его облик.
Теперь всё здание занимает Гродненский государственный историко-археологический музей.

### На четной стороне

#### Здание № 4

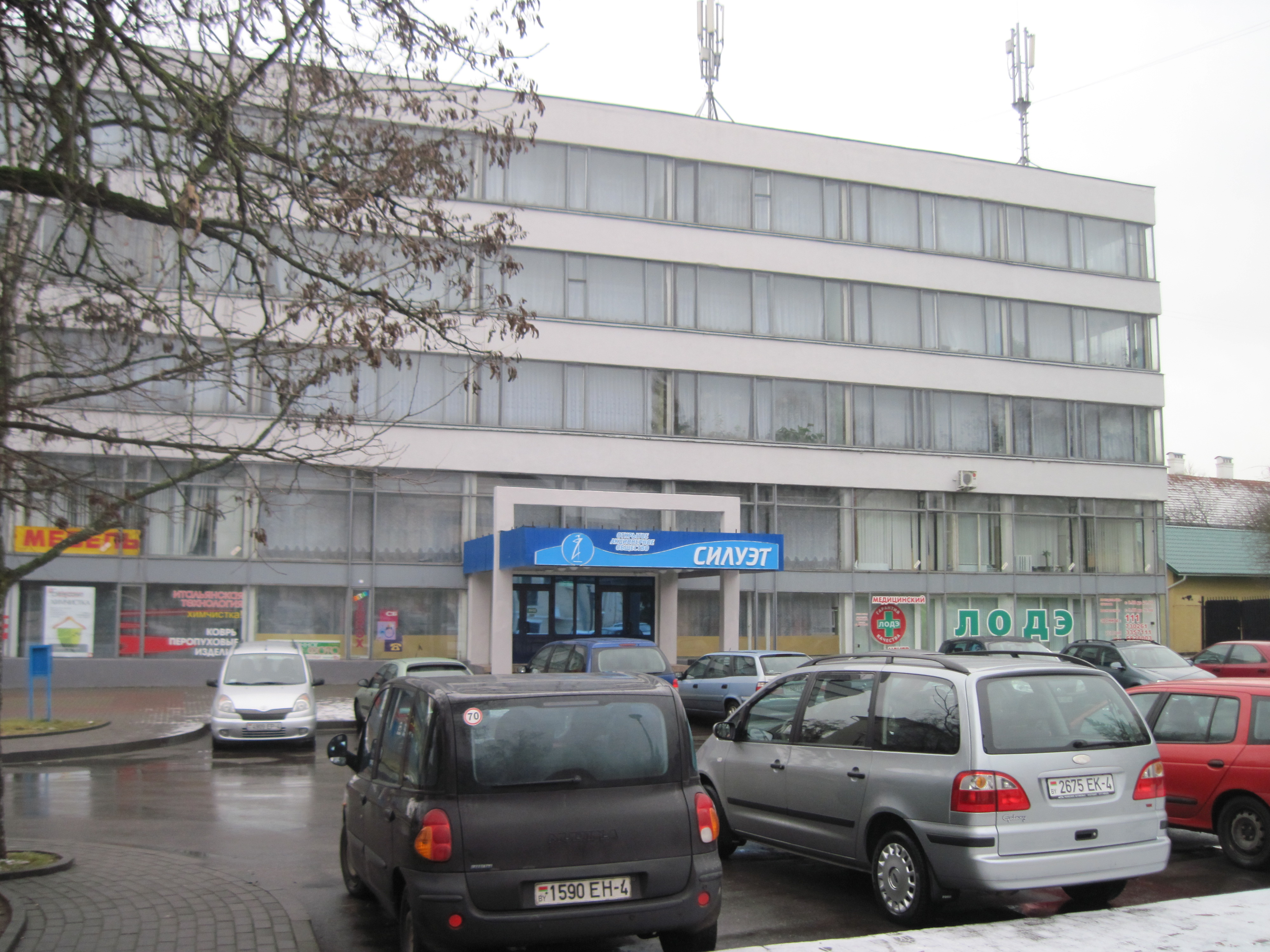
Здание Дома быта по ул. Замковая, 4

Пятиэтажное здание из стекла и бетона. Построен в 1971 году. При постройке Дома быта была снесена ценная застройка на четной стороне Замковой улицы, в том числе древнее здание цеха рыбаков.
Сейчас в здании располагается целый ряд учреждений: срочная химчистка, срочное фото, цветная ксерокопия, медицинский центр «Лоде».

#### Здание № 12

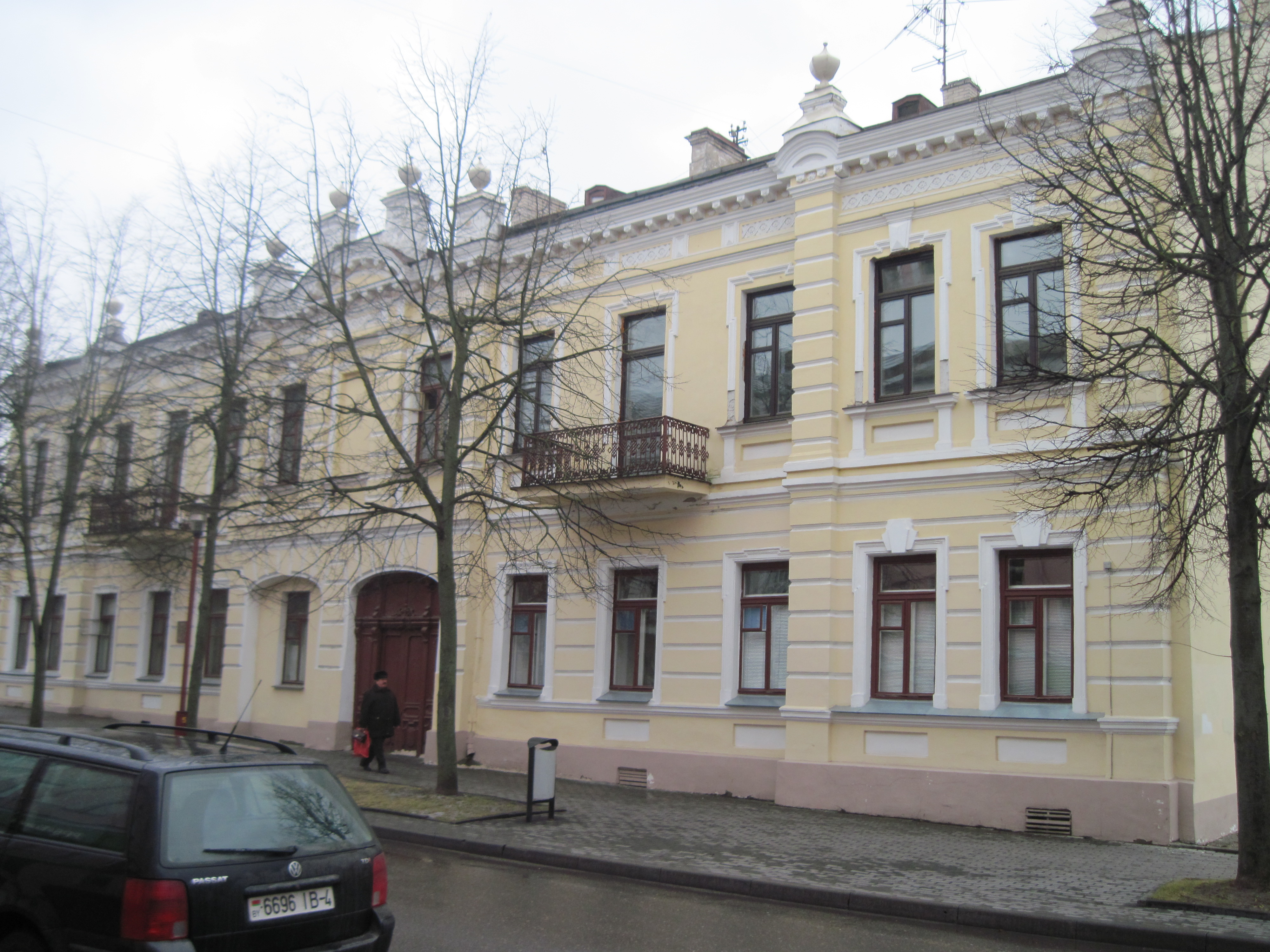
Здание по ул. Замковая, 12

Двухэтажное здание. Историко-культурная ценность. Построено в XVIII веке. Неоднократно перестраивалось. Известно как Дом Лапинера.
Здание прямоугольное в плане. Центральная часть главного фасада выделена фигурным аттиком. Плоскость главного фасада декорирована рустованными лопатками, карнизом с сухариками, оконными наличниками с замковым камнем. В декоративной отделке фасада прослеживаются эклектичные мотивы. В 1910 году в доме Лапинера по Замковой улице находилась квартира присяжного поверенного Бажанова, работала Агентство страхования русского страхового общества. С 1925 года в доме находились магазин колониальных товаров «Каплан, Бурдэ, Шапиро» и компания «Spotkol», в 1937 году — «Bank Ludowy», с 1945 года — обувная фабрика № 2, 1946 году — школа ФЗО «Обувщиков».
Теперь полностью жилой дом.

#### Здание № 14

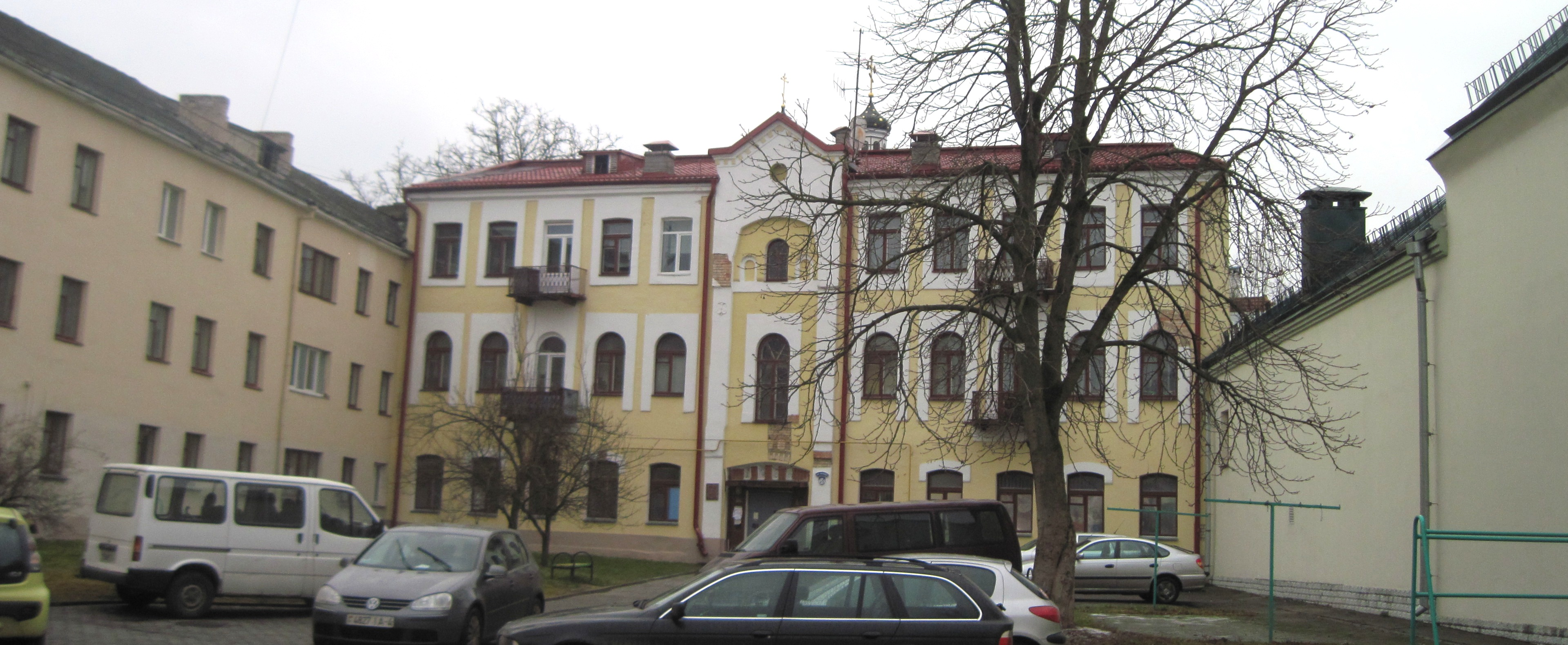
Здание по ул. Замковая, 14

Трехэтажное здание, вынесенное от улицы на 50 метров. Историко-культурная ценность. Известно как дом Шерешевского, дом Гешэль Ёгля (1928). Год постройки — 1900.
Здание трехэтажное, изначально не оштукатуренное, кирпичное, в глубине двора, имеет симметричную объемно-пранировачную композицию. Первичное украшение парадного фасада не сохранилось. В центральной части главного фасада — небольшой ризалит, завершен треугольным щитом с Люкарной. Стены фасада на первом и втором этажах прорезаны лучковыми оконными проемами, на втором — полуциркульными. Памятник архитектуры стиля модерн. Примерно в 1913 году здесь жил командир 103-го Петрозаводского полка полковник Михаил Павлович Алексеев.
Теперь полностью жилой дом.

#### Здание № 16

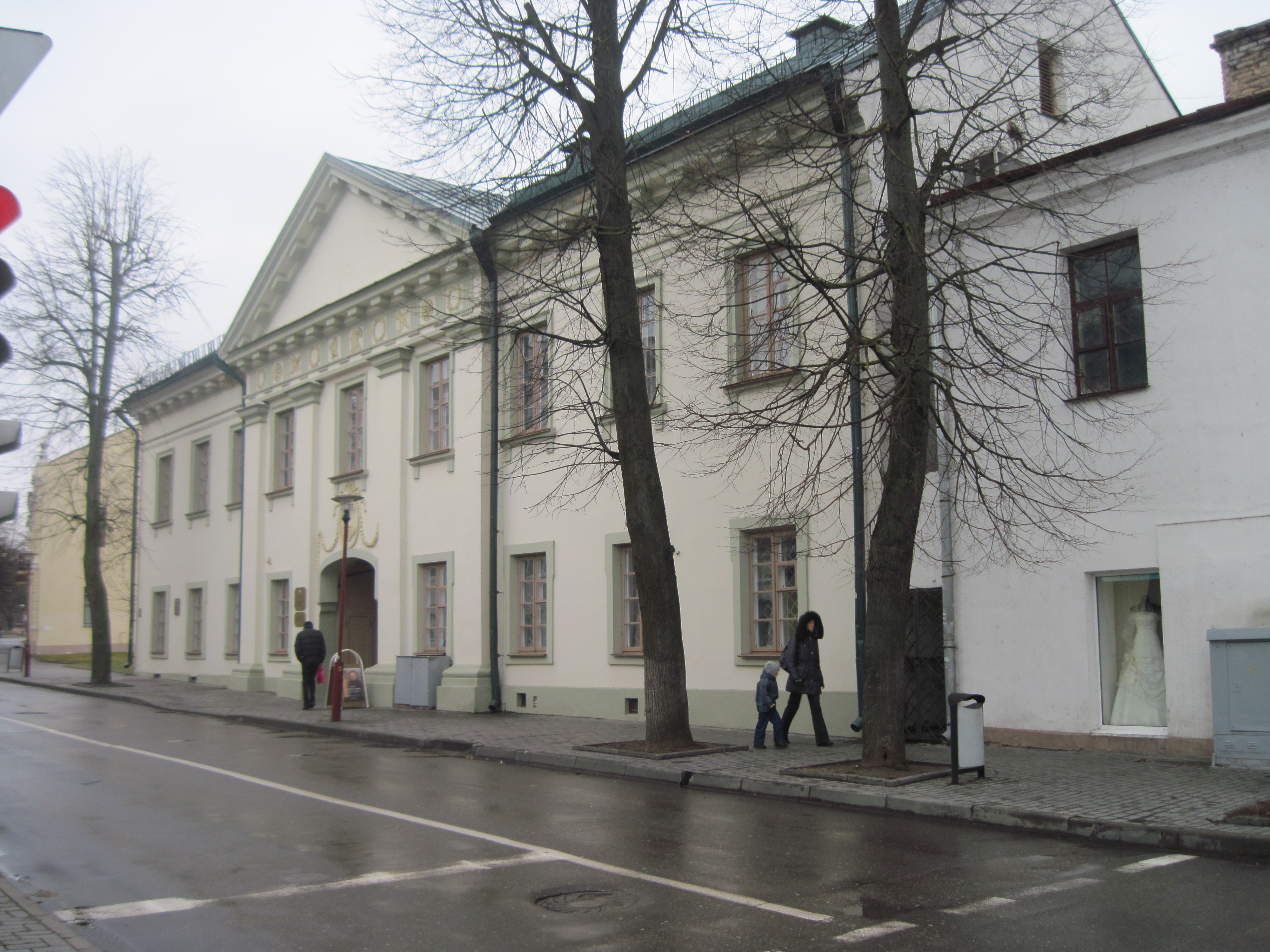
Здание бывшего дворца Хрептовичей по ул. Замковая, 16

Двухэтажное здание. Известно как дворец Хрептовичей. Историко-культурная ценность. Памятник архитектуры XVII—XVIII века (согласно вывеске на доме). Построен в 1742−52, 1790 годах. Замкнутое здание в плане.
Здание занимает УК «Гродненский государственный музей истории религии». Вход в музей через арку.

#### Здание № 18

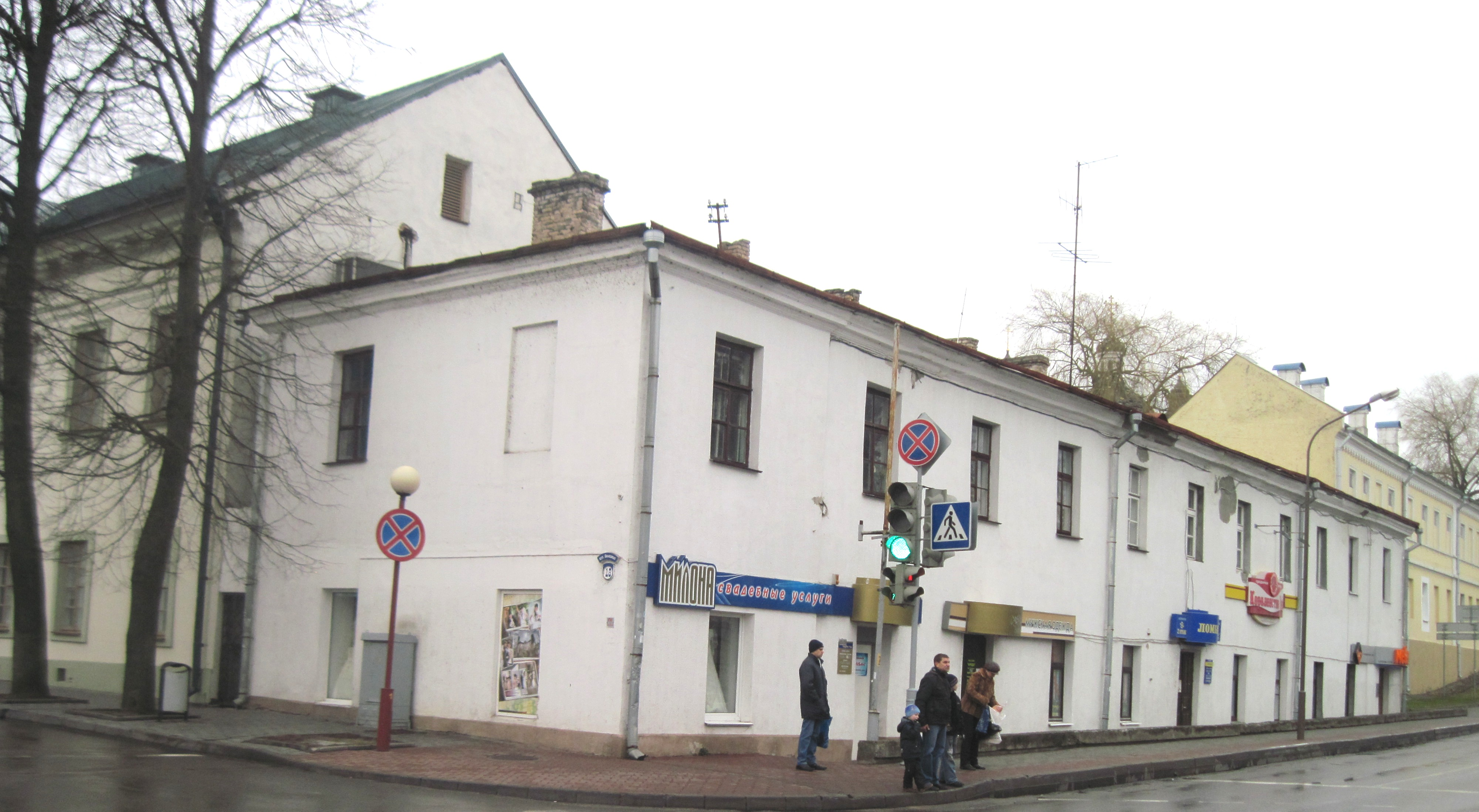
Здание по ул. Замковая, 18

Двухэтажное здание. Находится на пересечении с улицей Д. Гродненского. Историко-культурная ценность.
По волочному померу 1560 года участок принадлежал гродненскому ландвойту. В инвентаре 1680 года упоминается на «улицы с Подола мимо Старой Девы» как «еврейская площадь, застроена, на которой еврей живёт». В легенде к плану Маркевича 1780 года участок обозначен как «plac pusty XX. Dominikanow Rdzanostockich» . Нынешнее здание построено между 1783 и 1795 годами как одноэтажный каретный «сарай»-навес. По плану 1831 года, здание относиться к тюрьме (возможно, как жилое помещение солдат охраны). В XIX веке в нём размещались казармы: юнкерские, а после — губернские гарнизонные батальоны (1887). Впервые дом был описан как двухэтажный в 1910 году. В 1923 году здание принадлежало государству и использовался как казарма. По состоянию на 1950 год — нарсуд второго участка города Гродно.
Теперь со стороны Замковой улицы находится брачный салон «Милон».

#### Здание № 20

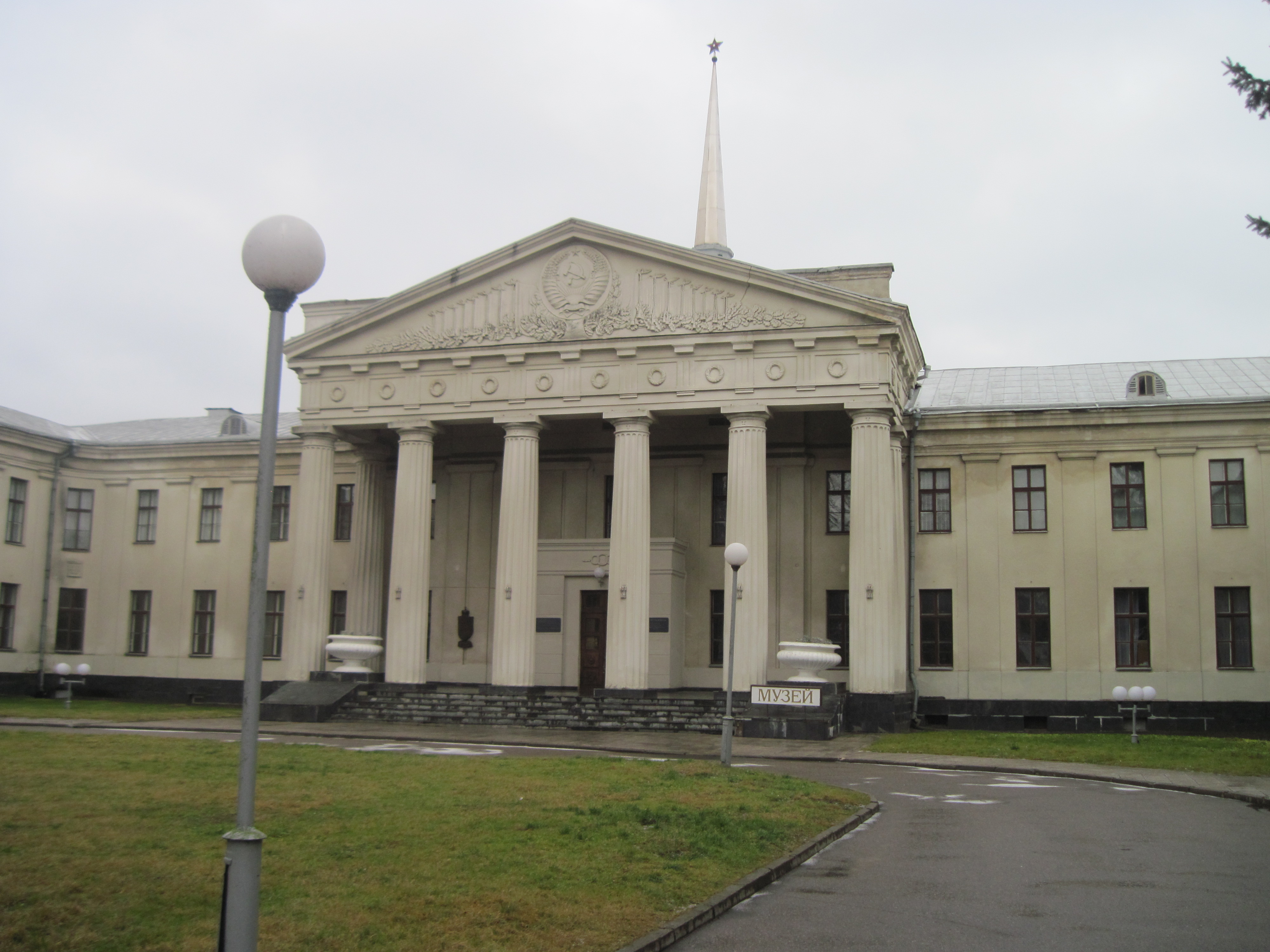
Центральный вход в Новый Замок, ул. Замковая, 20

Новый замок расположен напротив Старого — через ров с перекинутым через него каменным мостом. В XIV—XV веках при Витовте здесь располагался так называемый Нижний замок, который уже тогда потерял своё военное значение. На его месте был возведен «Дом короля» («Domus regium»), при нём часовня, а в каменной башни — тюрьма. Весь Нижний замок был обведен каменными стенами. До конца XVII века этих сооружений уже не было. На месте «Дом короля» стоял деревянный дом Осолинского — важного чиновника при короле.
В 1737—1751 годах на месте бывшего Нижнего замка Август II построил королевский дворец в стиле рококо, сегодня известный как Новый замок. П-образный дворец под мансардной крышей образовывал парадный двор, который со стороны Старого замка (замка Стефана Батория) завершался двумя флигелями и воротами. Двухэтажный дворец состоял из трех прямоугольных корпусов с мансардами, до центрального корпуса со стороны дворового фасада примыкала выделенная в самостоятельный объём часовня-капелла с шатровой колокольней, покрытая вальмовой крышей. Часовню построил И. Ф. Кнобел, который частично изменил проект всего дворца. С левой стороны располагались корпуса с канцелярией, конюшней и другими служебными помещениями. Фасад дворца покрыт одинарными и двойными лопатками, прямоугольными нишами, сгруппированными оконными проемами. Центральный вход был выделен неглубоким трехосным ризалитом, украшенным двойными пилястрами и капителями, которые были декорированы лепкой в стиле рококо.
Теперь Новый замок делят Гродненский государственный историко-археологический музей и областная библиотека. В отдельном здании находится Государственный архив общественных объединений Гродненской области.

## Парки, скверы
Имеется два сквера. Один стоит на месте бывшего Фарного костела, огражденный улицами Замковой, Октябрьской и Советской площадью. Второй сквер находится на четной стороне на месте домов № 2-4-6-8-10.

## Памятники, мемориальные доски
На доме № 7 установлена мемориальная доска со следующим текстом: «Памяти 29 тысяч узников-жертв фашизма. В этом районе в 1941—1945 гг. находилось гетто» (на русском и еврейском языках).
В начале 30 годов XX века в Гродно жило около 21 тысяч евреев, что составляло около 42 % населения города. После фашистской оккупации 23 июня 1941 года в Гродно были созданы 2 гетто: № 1 в районе улицы Замковая и № 2 в районе современной улицы Лидская. Вход в гетто № 1 осуществлялся через единственные ворота, которые выходили на улицу Замковую и находились примерно на месте мемориальная доски. 2 ноября 1941 началось переселение в созданные гетто. В гетто № 1 оказалось около 15 тысяч человек, в № 2 — около 10 тысяч. После ликвидации гетто № 2 в ноябре 1942 года, большинство заключенных оказалась в гетто № 1, остальные были отправлены в Освенцим. В гетто по Замковой улице оставалось около 17 тысяч евреев, однако уже в декабре 1942 года их количество снизилось до 12,5 тысяч. В начале 1943 гетто было ликвидировано: в январе — около 10 тысяч, а в феврале ещё около 5 тысяч жителей гетто были вывезены в Освенцим и Треблинку и уничтожены. В марте 1943 года те, кто остался в гетто, были отправлены в Белосток, где позже также были убиты. Согласно докладу уездного комиссара фон Плетц, общее количество уничтоженных из Гродно и окрестностей составила более 41 тысячи человек.
Между Новым и Старым замками в самом конце улицы расположена деревянная скульптура князя Витовта.

## Мосты, переходы

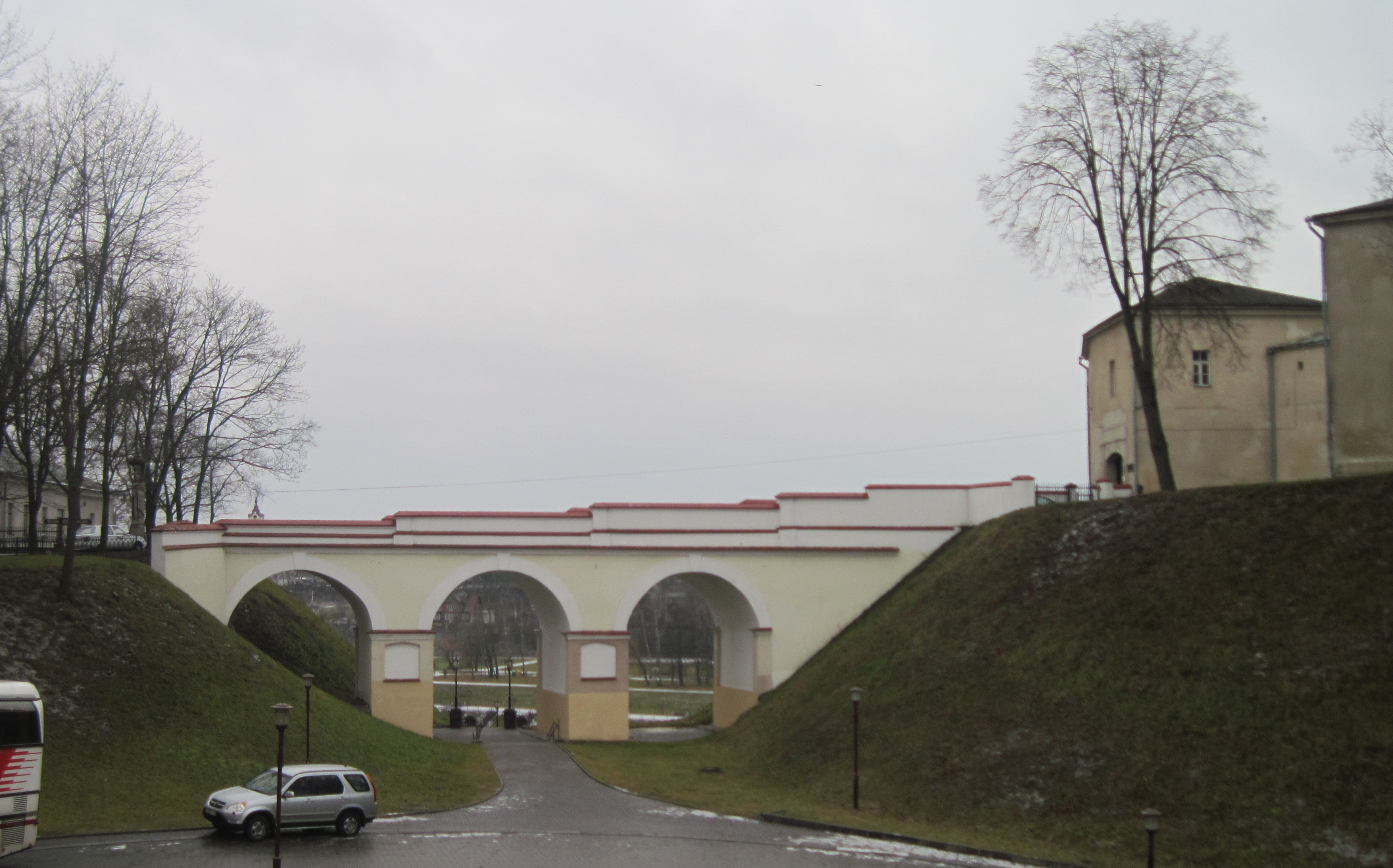
Мост в Старый Замок по улице Замковой

Старый замок с Замковой улицей соединяет каменный арочный мост, самый старый в Белоруссии. Он был построен во второй половине XVII века вместо деревянного. Первый капитальный ремонт сделан в первой половине XIX века. Мост реконструировался в 2004—2005 годах. Входит в комплекс зданий Старого замка.

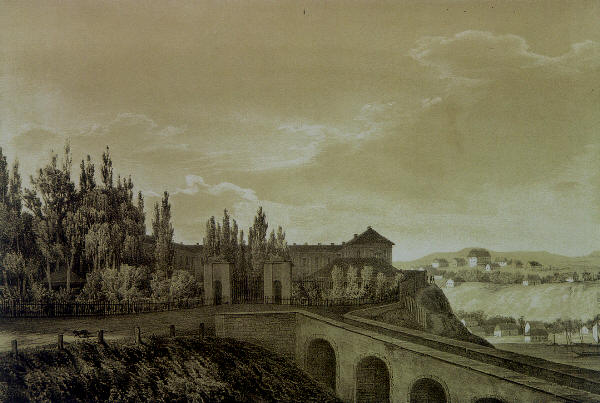
Мост на рисунке Н. Орды. Между 1875—1883 годами.

Самый ранний документ, на котором указан мост через сухой ров Старого замка, — гравюра Цюндта 1568—72 годов, на которой изображен деревянный мост. Вместе с перестройкой Старого замка во второй половине XVI века по приказу Стефана Батория был сооружен новый мост. Была укреплена гора Старого замка и переброшен большой деревянный подъемный мост на пяти каменных опорах, который заканчивался воротами, с левой стороны ворот находилась тюрьма. Во время земляных работ 1937 года специалисты обнаружили опоры, сохранившиеся со времен С. Батория. В инвентаре 1680 года говорится, что мост был оборонительным сооружением с перилами, на которых размещалась 16 башенок — бойниц. В 1670 году деревянное сооружение моста заменили каменным, а через 70 лет у него исчезли бойницы, и он перестал носить оборонительный характер. Мост описанный в дневнике немецкого путешественника XVIII в.: «Город средней величины, въезд из-за крутизны гор очень плохой. Улицы загрязнены. На горе у Немана расположен старый королевский замок, опоясан глубоким рвом. Въезд через мост, подпёрт на арки чрезвычайной высоты». В XIX веке мост дважды ремонтировался. Проекты капитального ремонта и сметы утверждал Совет Министерства путей и сообщения, надзор за работами вел министерский инженер поручик Арнольд. До наших времен сохранился рабочий журнал надзора за капремонтом с перечислением всех выполненных работ. Проект предусматривал разломку кирпичных сводов, перил и мостовой. В 1852 году мост вновь пришлось восстанавливать, так как из-за сильных морозов обвалилась штукатурка, а с парапетов похитили листовое железо. Последняя реконструкция прошла в 2004—2005 годах и вызвала много критики со стороны общества. Ремонтные работы проводились по волюнтаристски, а за невыполнение сроков реконструкции тогдашний губернатор В. Савченко на месте «уволил» прораба, руководившего работами. Плитку укладывали глубокой осенью 2004 года на намокший песок, разогревая его газовой горелкой. Тогда же были заложены отверстия для стока влаги на опорах моста.
Длина моста — около 30 метров. Имеет 3 пролёта, 2 столбы.

## Транспорт

### Движение транспорта
Улица открыта для движения транспорта от перекрестка с улицами Гродненского-Троицкая до Советской площади. Въезд на Советскую площадь запрещен. Также запрещен подъезд до Старого и Нового замка. Разрешено движение по съезде до Немана с 8.00 до 19.00.

### Парковка
Разрешено с обеих сторон улицы, за исключением небольшого участка перед Советской площадью. Возле Дома быта (№ 4) имеется парковка для инвалидов.

### Общественный транспорт
Общественный транспорт по улице не ходит, к улице лучше всего добираться с остановок общественного транспорта на Советской площади.